# Экспедиция Франклина (1845—1847)

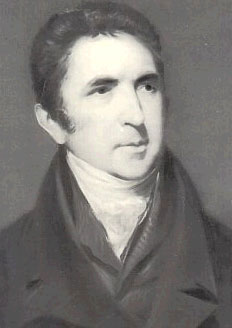
Сэр Джон Барроу продвигал арктические исследования во время своего долгого пребывания на посту Второго секретаря Адмиралтейства

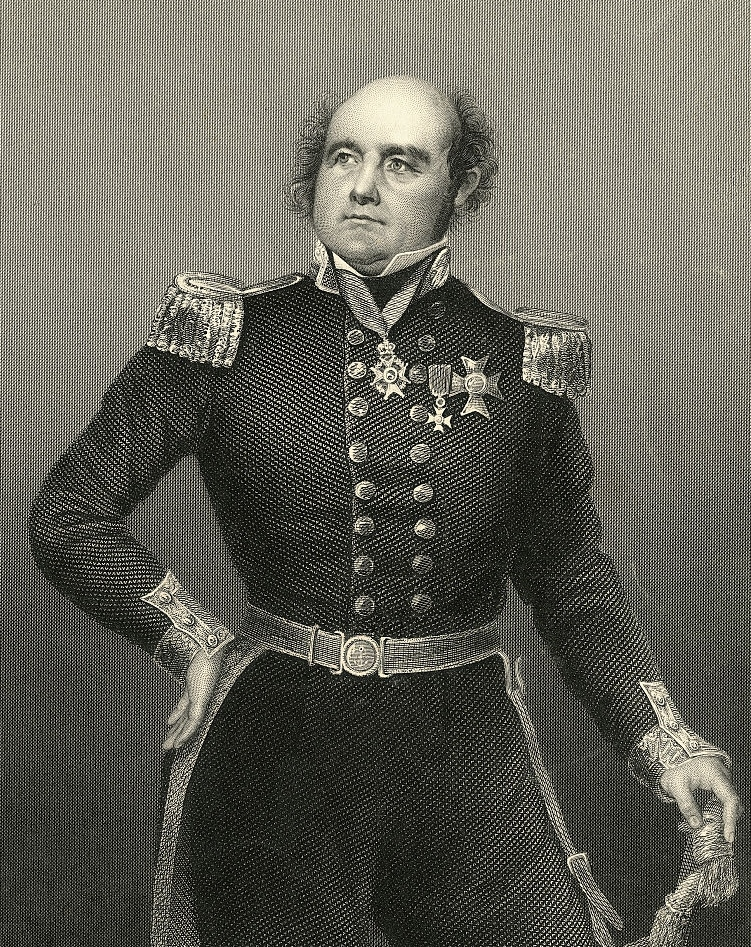
Сэр Джон Франклин, которого неохотно выбрал Джон Барроу для очередной экспедиции по поиску Северо-Западного прохода

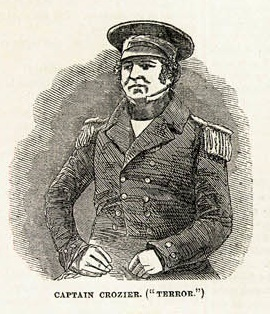
Капитан экспедиционного судна «Террор» Френсис Крозье

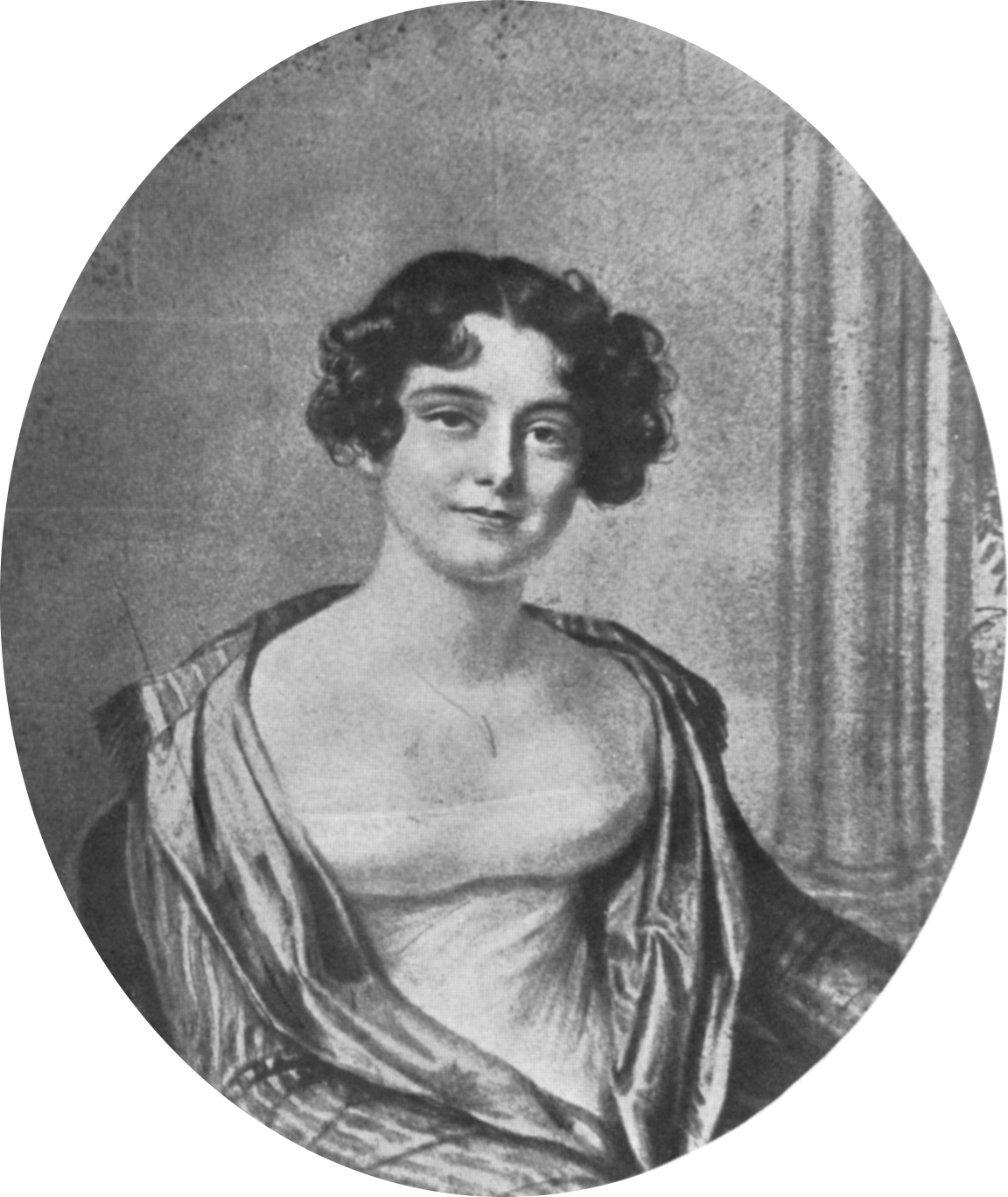
Портрет Джейн Гриффин (позже — леди Франклин) в возрасте 24 лет, 1815. Она вышла замуж за Джона Франклина в 1828 году, за год до того, как он был посвящён в рыцари.

Экспедиция Франклина 1845—1847 годов или Пропавшая экспедиция Франклина (англ. Franklin's lost expedition) — экспедиция по освоению Арктики, проходившая под руководством сэра Джона Франклина в 1845 году. Будучи офицером Королевского военно-морского флота и опытным исследователем, он участвовал в трёх арктических предприятиях, в двух из них — в качестве командира. В возрасте 59 лет Франклин предпринял свою четвёртую экспедицию. Её целью были исследование неизвестной части Северо-Западного прохода и завершение его открытия. Однако экспедиция на двух судах со 129 членами экипажа, включая самого Франклина, пропала.
Под давлением супруги Франклина и общественности Адмиралтейство начало поиски лишь в 1848 году. Отчасти благодаря известности Франклина, отчасти из-за предложенного Адмиралтейством вознаграждения множество сторонних экспедиций присоединилось к поиску. В 1850 году пропавших одновременно искало одиннадцать британских и два американских корабля. Некоторые из них встречались у острова Бичи, где и были найдены первые следы экспедиции — могилы троих членов её экипажа.
В 1854 году врач и путешественник Джон Рэй во время изучения топографии канадского побережья Северного Ледовитого океана к югу от острова Кинг-Уильям записал рассказы местных эскимосов и получил из их рук предметы, принадлежавшие людям Франклина. Основываясь на рассказах эскимосов, Джон Рэй первым высказал предположение о каннибализме среди участников пропавшей экспедиции, вызвав этим гнев британской общественности. В частности, в горячую полемику с Рэем на страницах британской печати вступил писатель Чарльз Диккенс, заявивший о принципиальной невозможности каннибализма среди моряков, представлявших собой «цвет хорошо обученного военно-морского флота Великобритании».
В 1859 году поисковая экспедиция во главе с Френсисом Леопольдом Мак-Клинтоком обнаружила записку, оставленную на острове Кинг-Уильям, с подробной информацией о судьбе пропавших до весны 1848 года. Поиски продолжались на протяжении всей второй половины XIX века. Наибольших успехов здесь добился в 1860-х гг. американский путешественник и журналист Чарльз Френсис Холл, подтвердивший гипотезу о каннибализме.
В 1981 году группа учёных во главе с Оуэном Битти, профессором антропологии из Университета Альберты, начала серию научных исследований могил, тел и других артефактов, которые оставила после себя экспедиция Франклина на островах Бичи и Кинг-Уильям. Они пришли к выводу, что члены экипажа, могилы которых были найдены на острове Бичи, скорее всего, умерли от воспаления лёгких и, возможно, туберкулёза, на фоне общего ухудшения здоровья вследствие отравления свинцом из-за некачественно произведённой пайки банок, в которых хранилось продовольствие. Тем не менее, позднее было выдвинуто предположение, что, возможно, источником отравления послужили не консервы, а система дистиллированного водоснабжения, установленная на кораблях экспедиции. Отметины на человеческих костях, обнаруженных на острове Кинг-Уильям, рассматривались как признаки каннибализма. Из совокупных данных всех исследователей следует предположение, что причинами смерти всех членов экспедиции стали голод, гипотермия, отравление свинцом и болезни (в том числе цинга), наряду с общим воздействием экстремальной внешней среды при отсутствии соответствующей условиям одежды и продуктов питания.
В 2014 году, спустя почти 170 лет с момента пропажи экспедиции, канадскими учёными был найден остов одного из экспедиционных судов — флагмана «Эребус», а 3 сентября 2016 года хорошо сохранившийся корпус «Террор» был обнаружен недалеко от острова Бичи в бухте Нунавут экипажем научно-исследовательского судна «Мартин Бергман».
В 2024 году были идентифицированны останки капитана Джеймса Фицджеймса, ДНК была выделена и профилирована из одного коренного зуба, извлеченного из челюстной кости, которая имела характерные следы рукотворных порезов, что сделало Фицджеймса первой достоверно идентифицированной жертвой каннибализма в пропавшей экспедиции Франклина.
Викторианские СМИ представили сэра Франклина героем, несмотря на провал экспедиции и свидетельства каннибализма. О нём были написаны песни, в родном городе Франклина — Спилсби, в Лондоне и на Тасмании были установлены памятники, а многие географические объекты были названы его именем. В 1852 году ему был посмертно присвоен чин контр-адмирала.
Пропавшая экспедиция Франклина является предметом множества художественных произведений, в числе которых песни, стихи, рассказы, романы, а также телевизионные документальные фильмы.

## Предпосылки
Попытки европейцев найти короткий северный морской путь из Европы в Азию предпринимались ещё со времён путешествия Колумба в 1492 году и продолжались вплоть до середины XVIII века, в котором было предпринято множество исследовательских экспедиций, проходивших в основном под английским флагом. Более или менее успешные из этих путешествий открывали для европейской географии новые знания о западном полушарии, особенно о Северной Америке. Одновременно с этим росло внимание к канадской Арктике. Путешественники XVI и XVII веков, такие как Мартин Фробишер, Джон Дэвис, Генри Хадсон, Уильям Баффин, сделали в Северной Америке ряд важных географических открытий. В 1670 году после основания Компании Гудзонова залива ею были предприняты самостоятельные исследования канадского побережья и арктических морей. В XVIII веке исследования продолжили такие путешественники, как Джеймс Найт, Кристофер Миддлтон, Самюэль Хирн, Джеймс Кук, Александр Маккензи и Джордж Ванкувер. К 1800 году их открытия показали, что последняя неразведанная часть Северо-Западного прохода лежит в умеренных широтах между Тихим и Атлантическим океанами.
В 1804 году сэр Джон Барроу стал Вторым секретарём Адмиралтейства и занимал эту должность на протяжении 41 года (за исключением годичного перерыва 1806—1807 гг.). Барроу призвал Королевский военно-морской флот завершить географические исследования по поиску Северо-Западного прохода и исследовать возможность достижения Северного полюса по морю. В течение следующих четырёх десятилетий такие исследователи, как Джон Росс, Дэвид Бьюкен, Уильям Эдвард Парри, Фредерик Уильям Бичи, Джеймс Кларк Росс, Джордж Бак, Питер Уоррен Дис и Томас Симпсон, внесли существенный вклад в освоение канадской Арктики. Среди них был и Джон Франклин, командир одного из двух кораблей экспедиции, целью которой было достичь Берингова пролива, пройдя через Северный полюс. В 1819 и 1825 годах он же организовал две сухопутные экспедиции по арктическому побережью Канады.
К 1845 году, благодаря всем произведённым исследованиям, неизведанная часть канадской Арктики была уменьшена на карте до четырёхугольника площадью 181 300 км². Именно в этой области и намеревался совершить плавание Франклин, пройдя через пролив Ланкастер, а затем, двигаясь в западном и южном направлениях, обходя землю и лёд, завершить Северо-Западный проход. Расстояние, которое предстояло преодолеть, было равно приблизительно 1670 километрам (1040 милям).

## Подготовка

### Руководитель экспедиции
Джон Барроу, которому на тот момент было уже 82 года, вёл обсуждение, кто должен будет возглавить экспедицию, призванную завершить Северо-Западный проход и, возможно, найти Полярное море, которое в представлении Барроу рисовалось как свободная ото льда акватория вокруг Северного полюса. Его первым выбором был Уильям Парри, однако к тому времени тот уже устал от арктических исследований и вежливо отказался. Второй выбор пал на Джеймса Кларка Росса, но он также отказался из-за обещания, данного своей новой жене, более никогда не ходить в полярные районы. Третья кандидатура Барроу, Джеймс Фитцджеймс, была отклонена Адмиралтейством по причине слишком молодого возраста (32 года). Джон хотел пригласить Джорджа Бака, но кандидатура вызывала слишком большие споры. Ещё один выбор, Френсис Крозье, был слишком низкого происхождения, да к тому же ирландец. Джону Барроу ничего не оставалось, как неохотно выдвинуть кандидатуру 59-летнего Джона Франклина. Экспедиция должна была состоять из двух кораблей, «Эребуса» (HMS Erebus) и «Террора» (HMS Terror), каждый из которых в своё время ходил в Антарктику под командованием Джеймса Росса. Фитцджеймс был назначен капитаном «Эребуса», а Крозье, который командовал «Террором» ещё во время экспедиции в Антарктиду с Россом в 1841—1844 годах, был назначен капитаном второго судна. Франклин принял команду 7 февраля и получил официальные инструкции 2 мая 1845 года.

### Корабли, команда, провизия
«Эребус» грузоподъёмностью 378 тонн (прибл.) и «Террор» грузоподъёмностью 331 тонн (прибл.) были бывшими бомбардирскими судами Королевского военно-морского флота, перестроенными для плаваний во льдах и оснащёнными по самым современным стандартам XIX века. Паровой локомотивный двигатель, установленный на «Эребусе», был приобретён у Лондон-Гринвичской железнодорожной компании, а двигатель «Террора», вероятно, у Лондон-Бирмингемской. Они позволяли кораблям развивать скорость до 4 узлов (7,4 км/ч). Корпус был дополнительно укреплён, а гребные винты и рули могли убираться в металлические ниши для защиты их от повреждений. На кораблях также была установлена паровая отопительная система для комфорта экипажа. Судовая библиотека включала более 1200 книг. Был взят трёхлетний запас провианта, включавшего в себя 36 487 фунтов (16,5 тонн) галет, 136 656 фунтов (62 тонны) муки, по 30 тысяч фунтов (13,6 тонн) засоленной говядины, свинины и консервированного мяса. В качестве противоцинготного средства было взято 9300 фунтов (4,2 тонны) лимонного сока.
Однако консервы были приобретены по низкой цене у поставщика Стивена Голднера, контракт с которым был заключён 1 апреля 1845 года, всего за семь недель до отплытия экспедиции. Голднер должен был поставить около 8000 банок, а потому работал в крайней спешке. Пайка банок была выполнена некачественно и, как позже было установлено, «толсто и небрежно, припой стекал вниз по внутренней поверхности, как расплавленный воск».
Большей частью экипаж был укомплектован англичанами, многие из которых были с севера страны. Однако на борту в небольшом количестве присутствовали также ирландцы и шотландцы. Кроме Франклина, Крозье, корабельного фельдшера и двух ледовых лоцманов, никто более не имел полярного опыта.

## Исчезновение

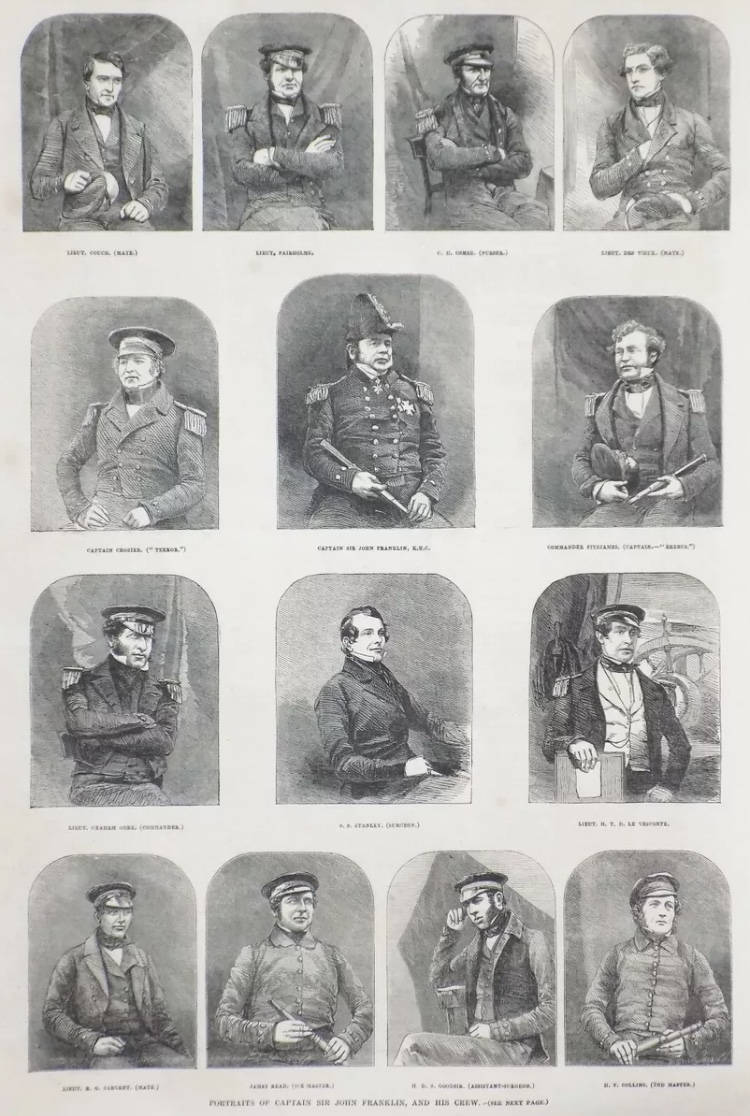
Иллюстрации по дагерротипам офицеров экспедиции Франклина, опубликованные 13 сентября 1851 года Illustrated London News

Утром 19 мая 1845 года корабли экспедиции покинули причалы английского города Гринхайт. Экипаж состоял из 110 матросов и 24 офицеров. Суда ненадолго зашли в гавань Стромнесс на Оркнейских островах в северной части Шотландии, а оттуда отплыли в Гренландию, сопровождаемые HMS Rattler и транспортным судном Barretto Junior.
На острове Whalefish в заливе Диско на западном побережье Гренландии на транспортном судне были забиты 10 перевозимых им волов, а мясо передано на «Эребус» и «Террор» для пополнения запасов продовольствия. Члены экспедиции написали свои последние письма домой. В этих письмах, в частности, говорилось о запрете Франклина на ругань и пьянство среди экипажа. Пять человек были отчислены из штата и отправлены на уходивших вспомогательных судах обратно в Англию. Окончательное число экспедиционеров составило 129 человек. В последний раз они могли видеть европейцев, когда в начале августа 1845 года капитан Даннетт китобойного судна «Принц Уэльский» (Prince of Wales) и капитан Роберт Мартин китобойного судна «Энтерпрайз» (Enterprise) повстречали «Эребус» и «Террор» в море Баффина, когда те, пришвартовавшись ко льду, ждали благоприятных условий для пересечения пролива Ланкастер.
В течение следующих 150 лет исследователи и многие учёные объединяли усилия в попытках понять, что же произошло с экспедицией Франклина далее. Люди Франклина перезимовали в 1845—1846 годах на острове Бичи, где трое из них погибли и были похоронены. Экспедиционные суда были затёрты льдами близ острова Кинг-Уильям в сентябре 1846 года и никогда более не выходили в открытые воды. Согласно записке от 25 апреля 1848 года, оставленной Фитцджеймсом и Крозье, Франклин умер 11 июня 1847 года. Экипаж зимовал на острове Кинг-Уильям в 1846—1847 и 1847—1848 годах и 26 апреля 1848 года планировал выйти из лагеря и попытаться достичь реки Бак на канадском побережье. 15 матросов и 9 офицеров к тому времени были уже мертвы. Остальные погибли в дороге, большинство — ещё на острове, а 30 или 40 человек — дойдя всё же до северной части материка, но оказавшись в сотнях миль от ближайшего жилья.

## Ранние поиски

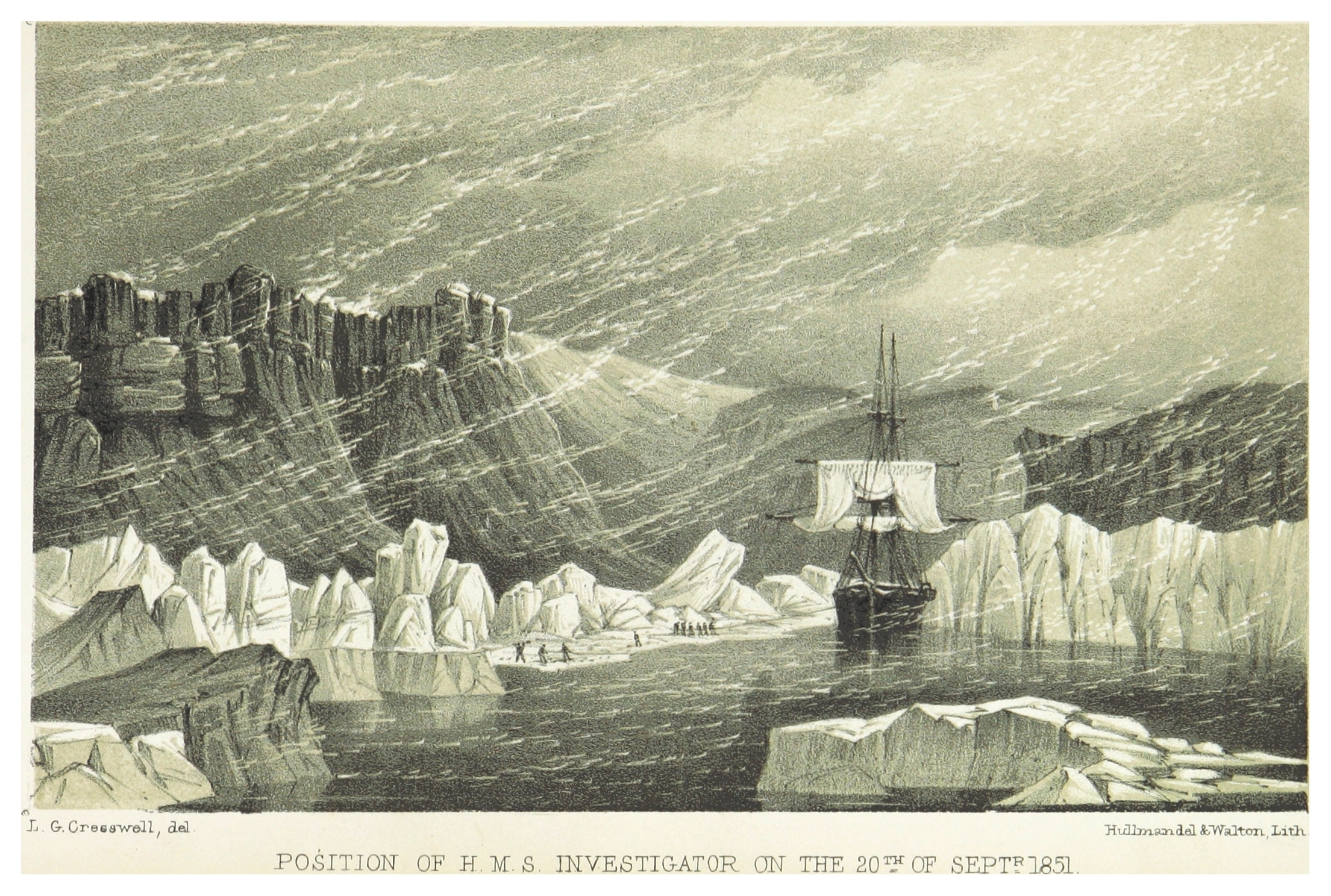
Корабль Роберта Мак-Клура HMS Investigator в бухте Милосердия на острове Банкс 20 сентября 1851 г.

После двух лет ожидания вестей от экспедиции общество, леди Франклин, члены парламента и британская пресса призвали Адмиралтейство отправить в Арктику поисковый отряд. В ответ Адмиралтейство разработало план, осуществление которого началось весной 1848 года.
В мае на поиски отправились экспедиционные суда «Предприятие» (HMS Enterprise) и «Исследователь» (HMS Investigator) под командованием друга Франклина, сэра Джеймса Кларка Росса, однако вскоре они, не дойдя до острова Кинг-Уильям 180 миль, сами оказались в крайне затруднительном положении и вынуждены были вернуться. В январе 1850 года началась новая поисковая экспедиция Роберта Мак-Клура на том же корабле «Исследователь», который на обратном пути оказался затёрт льдами, и спустя почти три года команда, из 64 членов которой не заболели цингой лишь четверо, вынужденно покинула судно по льду.
Тем временем Адмиралтейством был разработан план более масштабной экспедиции, которая должна была состоять из трёх групп. Первая сухопутная поисковая группа, во главе с сэром Джоном Ричардсоном и Джоном Рэем, должна была спуститься вниз по реке Маккензи до канадского арктического побережья. Две другие морские группы должны были двигаться с двух разных сторон: одна от Канадского арктического архипелага, другая — со стороны Тихого океана. Кроме того, Адмиралтейство предложило вознаграждение в размере 20 000 фунтов (около 1,6 млн фунтов по меркам 2012 года) «любой группе или группам, любой стране, которая окажет помощь экспедиционным судам под командованием сэра Джона Франклина». 

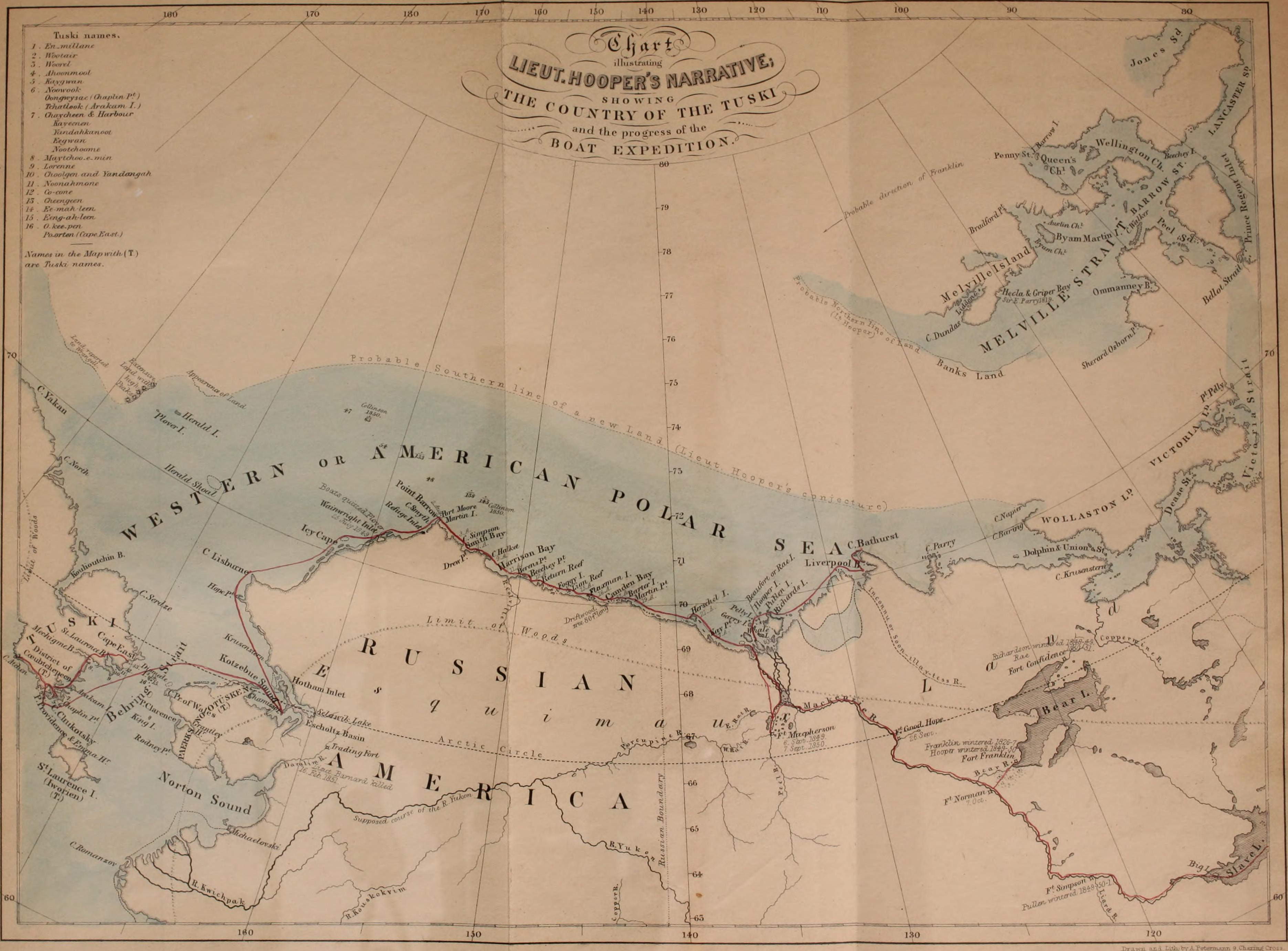
Карта из отчета лейтенанта Хупера, 1853 г.

Со стороны Тихого океана поиски велись исследовательским кораблем "Пловер" (Plover) под началом коммандера Томаса Мура (Thomas E. L. Moore). В 1848 году "Пловер" вышел из Плимута, зиму 1848—1849 гг. провел в бухте Провидения на Чукотке. Летом 1849 г. "Пловер" через Берингов пролив и Чукотское море перешёл в аляскинский залив Коцебу, и 25 июля с него было отправлено две шлюпки под командованием лейтенантов Пуллена и Хупера. Моряки на вёслах поднялись до мыса Барроу, повернули на восток, и, внимательно изучая побережье, дошли до острова Хёршель и залива Маккензи. Затем они поднялись вверх по реке Маккензи: Хупер до берегов Медвежьего озера (Форт-Франклин), а Пуллен - чуть выше, до Форта-Симпсон, где зазимовали. Летом 1850 года спустились по реке обратно, повернули направо и исследовали побережье до мыса Батэрст, после чего вернулись к устью Маккензи и, вновь поднявшись высоко вверх по течению, зимовали в Форте-Симпсон. Оставив там свои шлюпки, пешком добрались до Большого Невольничего озера, а оттуда до восточного побережья Северной Америки и Нью-Йорка. В октябре 1851 года путешественники вернулись в Англию. По итогам экспедиции был опубликован отчет лейтенанта Хупера, под названием «Десять месяцев в чумах туски, и всё, что произошло в арктической шлюпочной экспедиции в поисках сэра Джона Франклина» (‘Ten Months among the Tents of the Tuski, with Incidents of an Arctic Boat Expedition in search of Sir John Franklin', published by John Murray, Albemarle Street, London 1853). В отчете была опубликована карта части Аляски и Северной Канады с маршрутом экспедиции.
Когда поисковая операция претерпела неудачу, общественный интерес британцев возрос многократно. Некоторые сравнивали поиски Франклина по значимости с крестовым походом, другие — слагали баллады, такие как популярный в то время «Плач леди Франклин» (Lady Franklin's Lament).

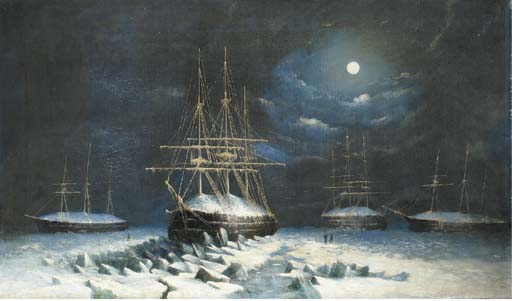
Корабли экспедиции Горация Остина во льдах. Худ. Уильям Г. Дж. Браун (1871)

Многие присоединились к поиску, и в 1850 году в канадской Арктике уже курсировало 11 британских и 2 американских корабля.
Одной из поисковых эскадр командовал капитан Гораций Остин. На борту одного из четырёх её кораблей в чине мичмана также находился 20-летний Клементс Маркем, будущий президент Королевского географического общества. Суда покинули гавань 4 мая 1850 года. После обхода 28 мая самой южной точки Гренландии, эскадра двинулась на север, пока не была остановлена льдами в заливе Мелвилл 25 июня. Корабли вынужденно пробыли там до 18 августа, после чего, наконец, смогли подойти к проливу Ланкастер — последней известной точке маршрута искомой экспедиции. Здесь они разошлись для поиска следов пропавших в разных областях. 23 августа капитан одного из поисковых кораблей увидел пирамиду из камней и разбросанные вокруг пустые консервные банки, на которых значилось имя Голднер. Вместе с мелкими частями брошенного оборудования, эти находки были первыми из всех найденных следов экспедиции Франклина. Несколько дней спустя, на острове Бичи, группа наткнулась на три могилы, которые оказались местом последнего упокоения членов экипажа Франклина — Джона Торрингтона, Джона Хартнелла и Уильяма Брейна, умерших в январе-апреле 1846 года. После зимовки был предпринят ряд санных походов в поисках других следов экспедиции, но ничего, кроме уже найденных могил и зимовочного лагеря 1845—1846 годов, более обнаружено не было. По возвращении в Англию, Адмиралтейство обрушилось на Горация Остина с резкой критикой, обвинив того в полнейшей некомпетентности, хотя назначенной для расследования его деятельности комиссии удалось его оправдать. Клементс Маркем издал книгу «По следам Франклина» (Franklin's Footsteps), где попытался отстоять честь капитана.
Весной 1851 года пассажиры и члены экипажа нескольких судов наблюдали у побережья Ньюфаундленда огромный айсберг со вмёрзшими в него двумя судами — одно из них стояло прямо, другое — с креном. Подробно суда рассмотрены не были, однако было высказано предположение, что ими могли быть корабли «Эребус» и «Террор», хотя всё же более вероятно, что это были суда китобоев.
В то же время поисками Джона Франклина занимался в 1850—1851 годах Джон Росс, родной дядя Джеймса Кларка, экспедиция которого отправилась через пролив Ланкастер к острову Мелвилл. Она также окончилась неудачей; масла в огонь подлили малоправдоподобные рассказы проводника и переводчика Росса, эскимоса Адама Бека, утверждавшего, что ещё в 1846 году на западном берегу Гренландии разбились два корабля европейцев, команда которых была перебита местными жителями.
В 1851—1852 годах для поисков Джона Франклина была снаряжена экспедиция, которую возглавил Уильям Кеннеди. Кеннеди открыл Беллов пролив, через который направился на запад, к острову Принца Уэльского, и проплыл вокруг него до мыса Уокер. Считая пролив Пила к югу от Беллова пролива закрытым, он не направился далее на юг, где, может быть, натолкнулся бы и на суда Франклина, а вернулся в Англию.

## Поиски на суше

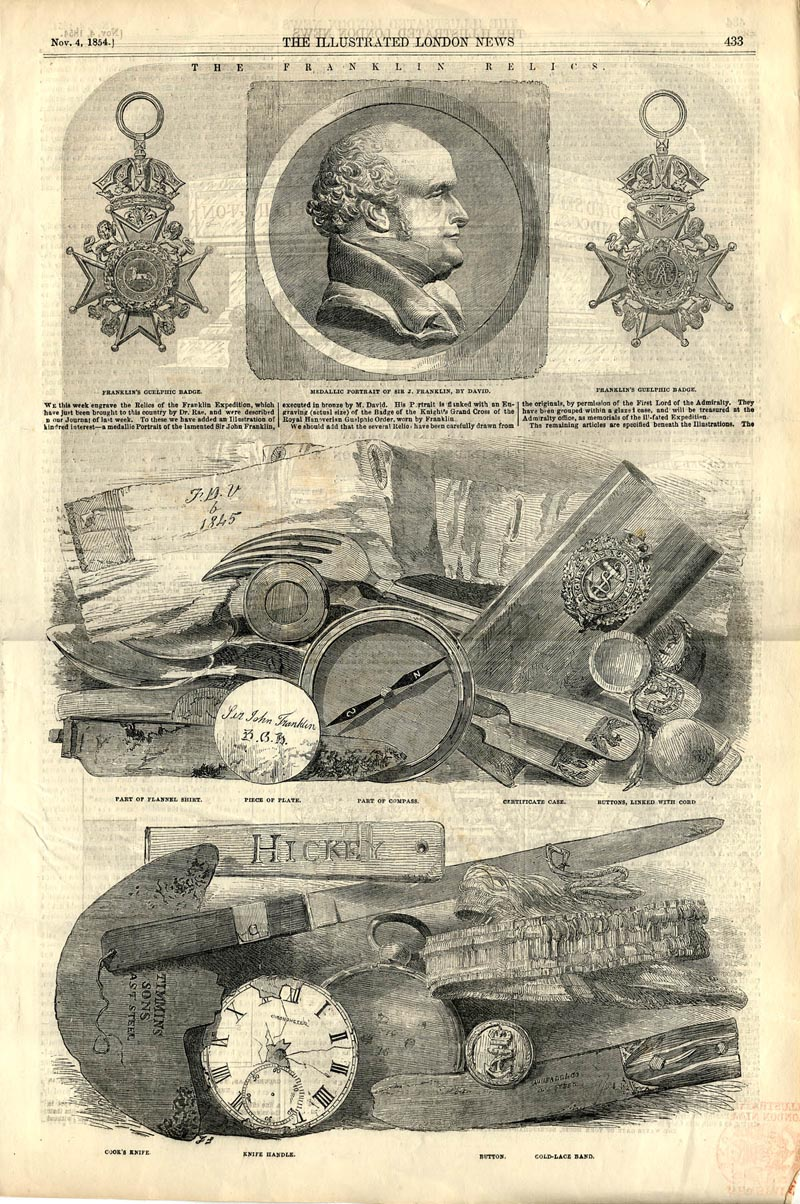
Предметы экспедиции Франклина, Illustrated London News, 1854 г.

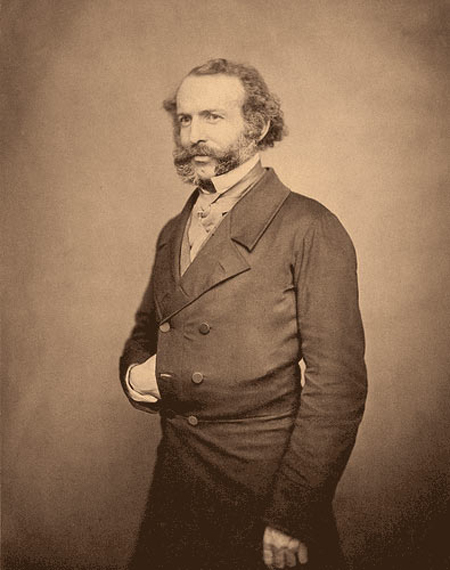
Джон Рэй первым получил из рук эскимосов предметы экспедиции и сообщил в отчёте о голоде и фактах каннибализма среди умиравших членов экипажа

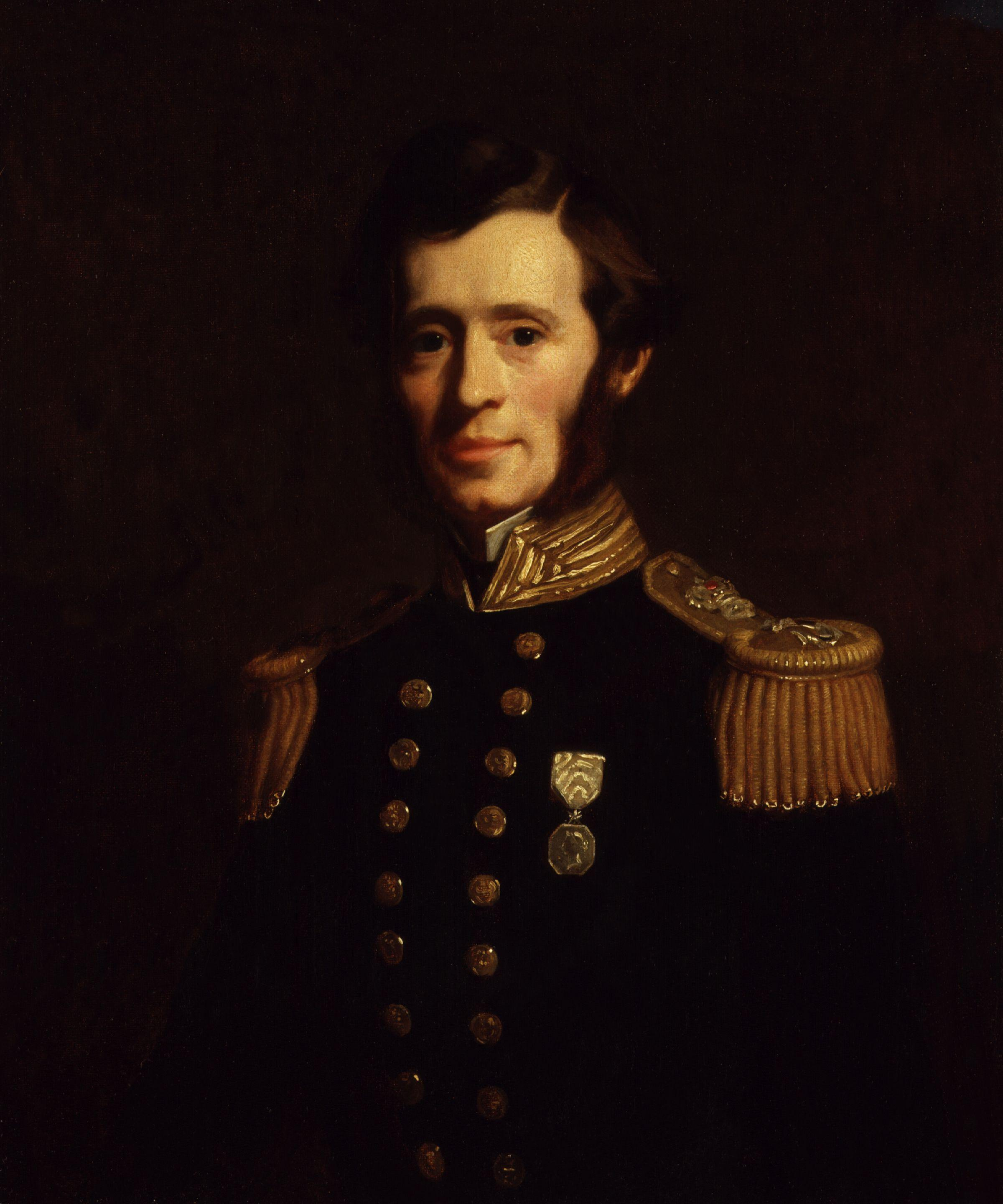
Сэр Френсис Леопольд Мак-Клинток

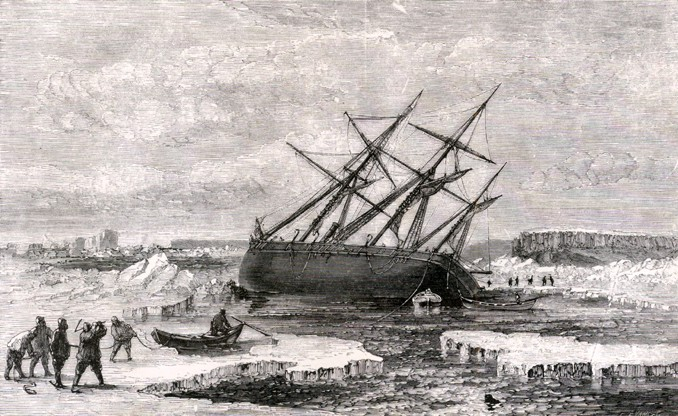
Судно Мак-Клинтока «Фокс», севшее 7 июня 1858 года на риф у острова Бьюкен. Рис. из «Плавания Фокса в арктических морях» Уолтера Мэя (1859)

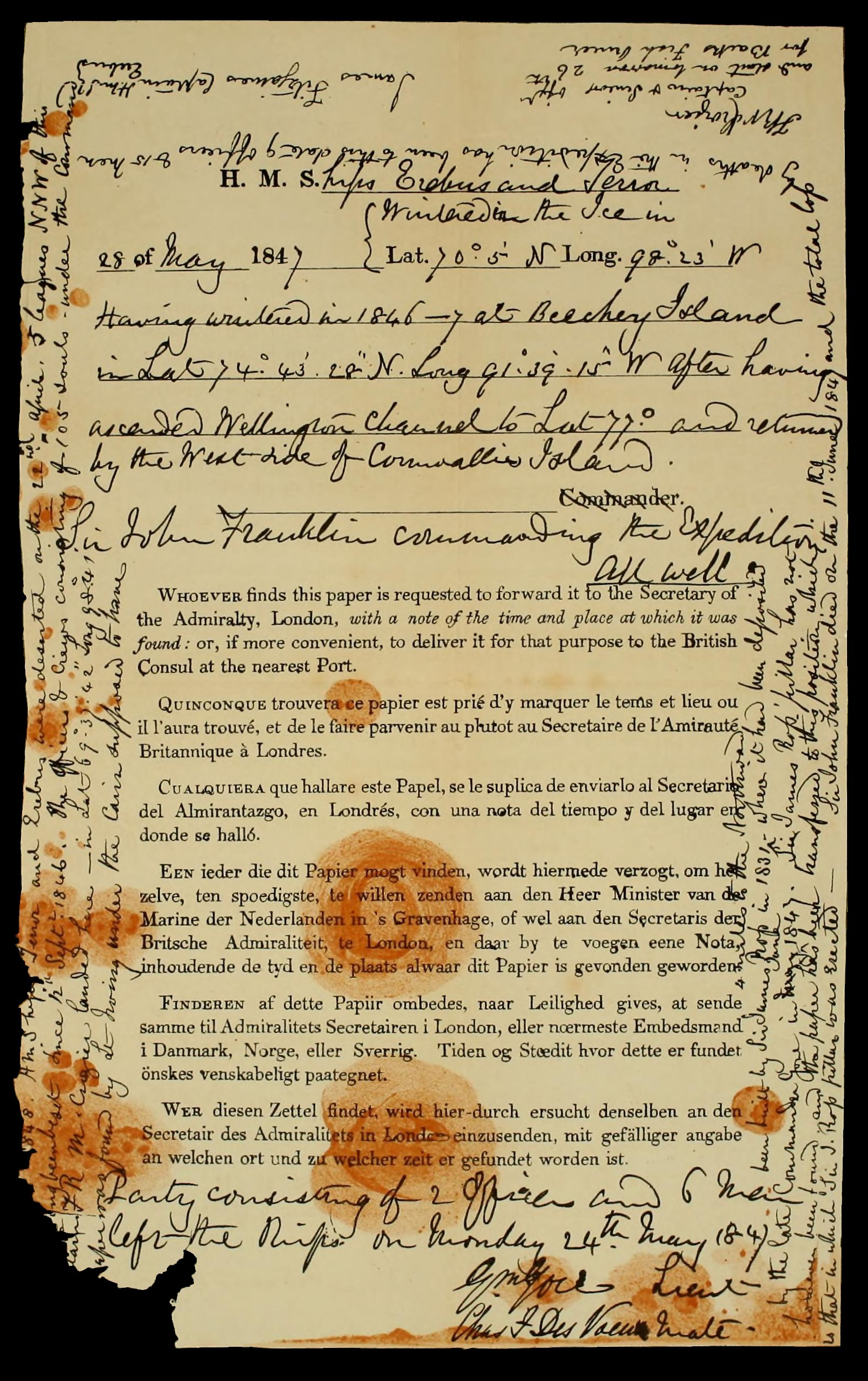
Записка, найденная Мак-Клинтоком в мае 1859 года в пирамиде на острове Кинг-Уильям, в которой частично изложена судьба экспедиции

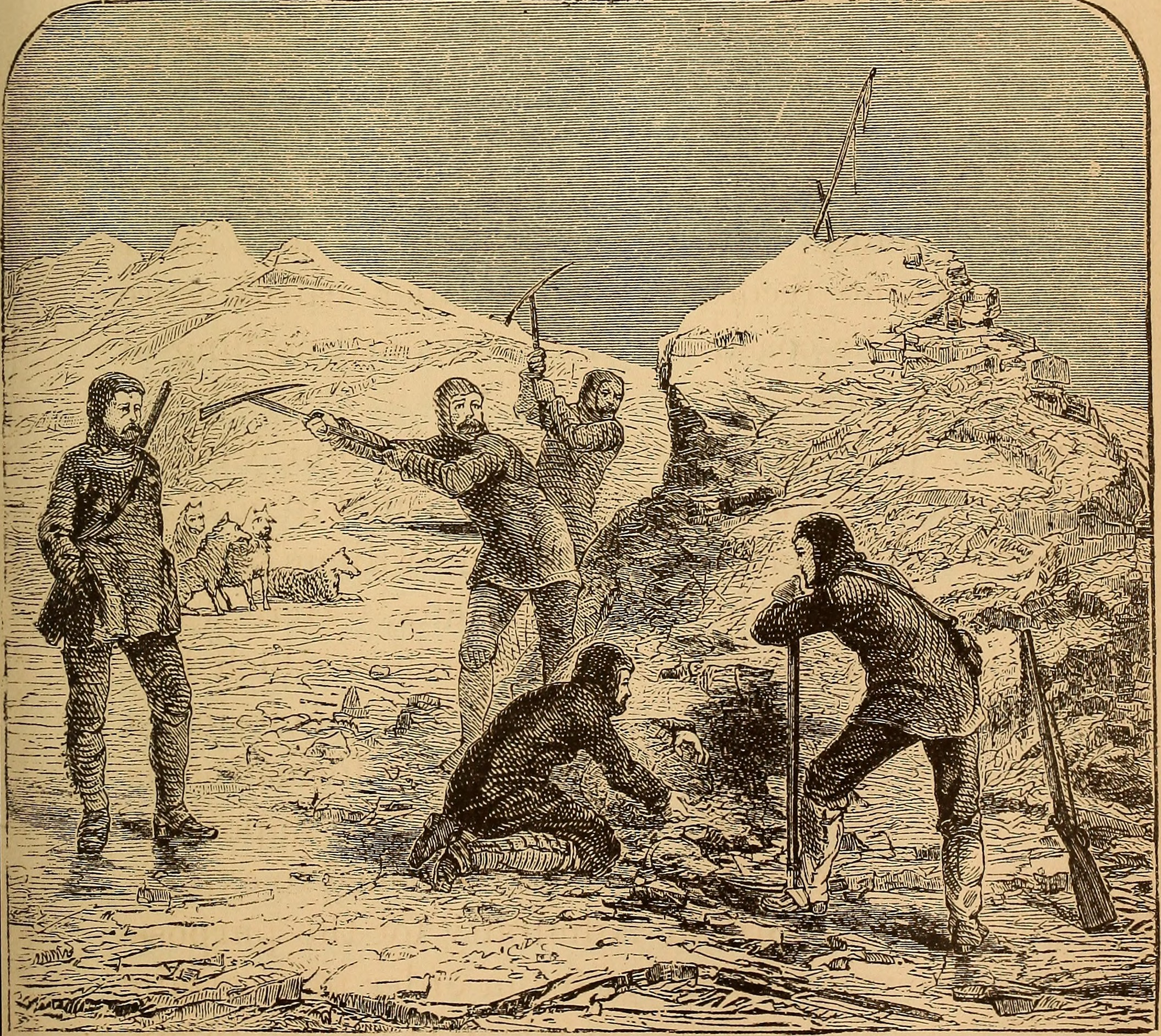
Обнаружение каменной пирамиды экспедиции Франклина. Рис. из издания «Зона вечной мерзлоты и её исследователи», 1874 г.

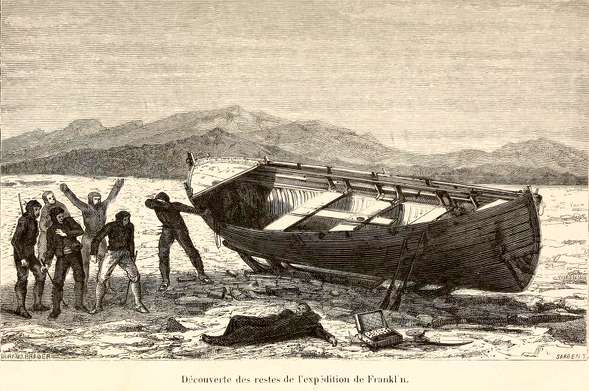
Обнаружение Мак-Клинтоком останков стюарда Армитажа. Рис. из «Заморских путешествий и открытий XIX века» Артура Манжена (1863)

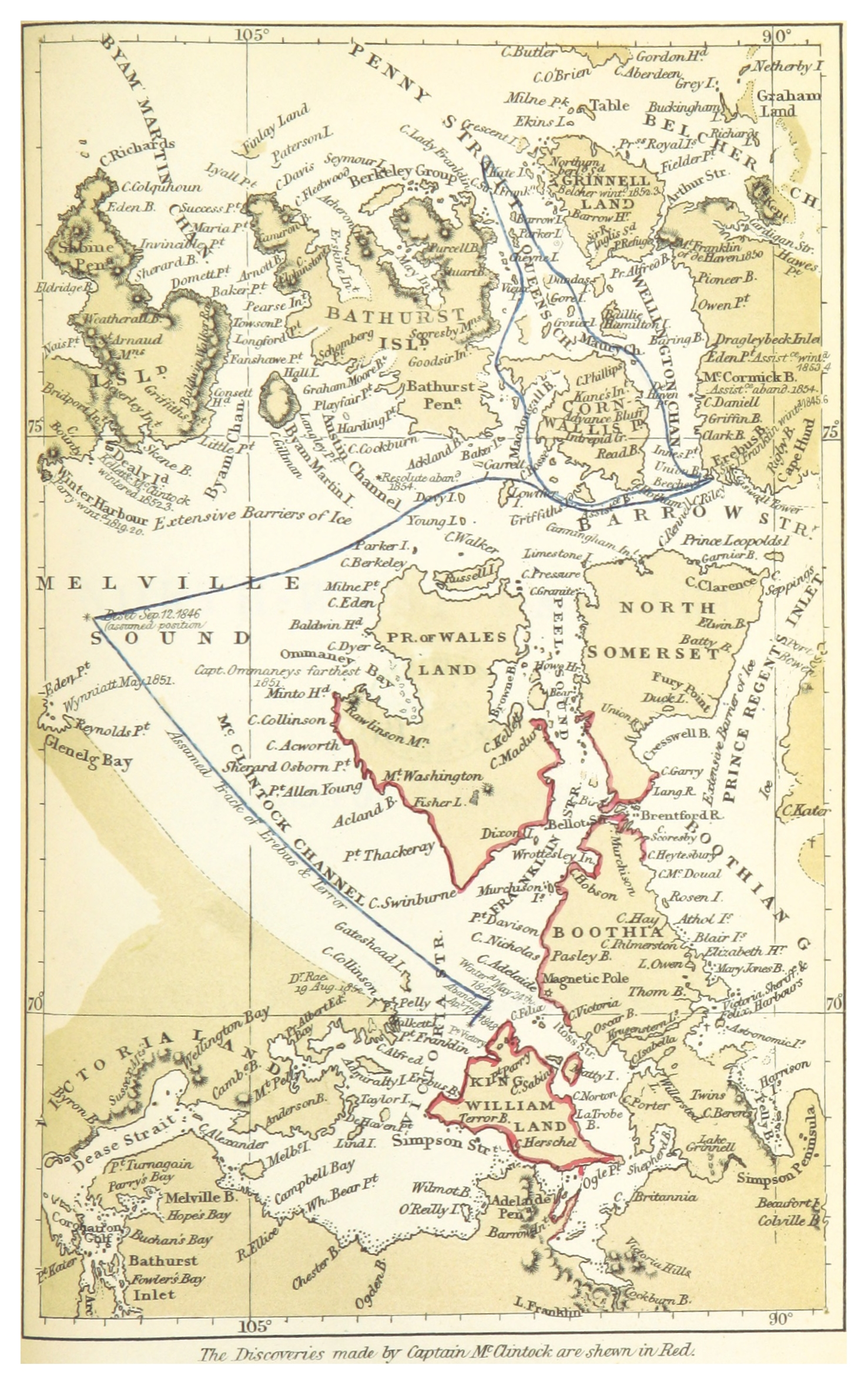
Карта поисков экспедиции Франклина, составленная Мак-Клинтоком (1860)

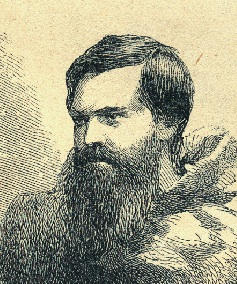
Чарльз Фрэнсис Холл

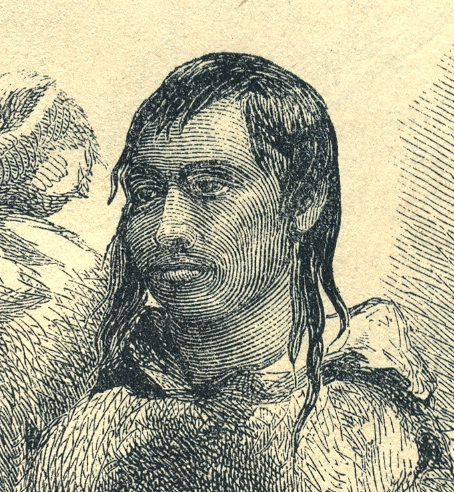
Эскимос Эбирбинг, или Джозеф, помогавший в поисках Фрэнсису Холлу и Фредерику Сватке

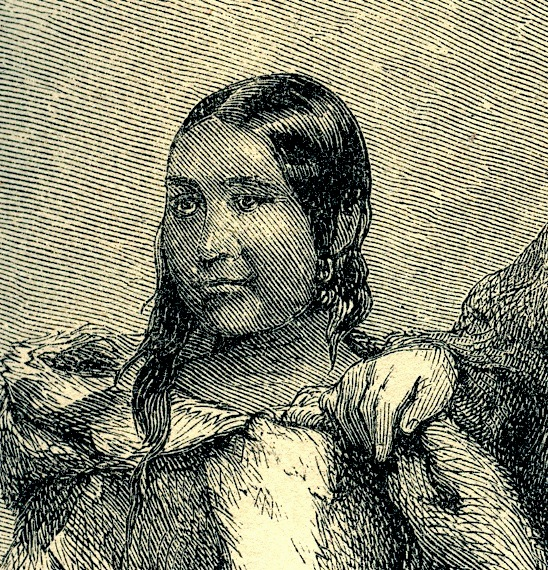
Эскимоска Tукулиту, или Ханна, помогавшая в поисках Фрэнсису Холлу и Фредерику Сватке

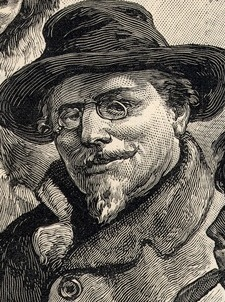
Фредерик Сватка

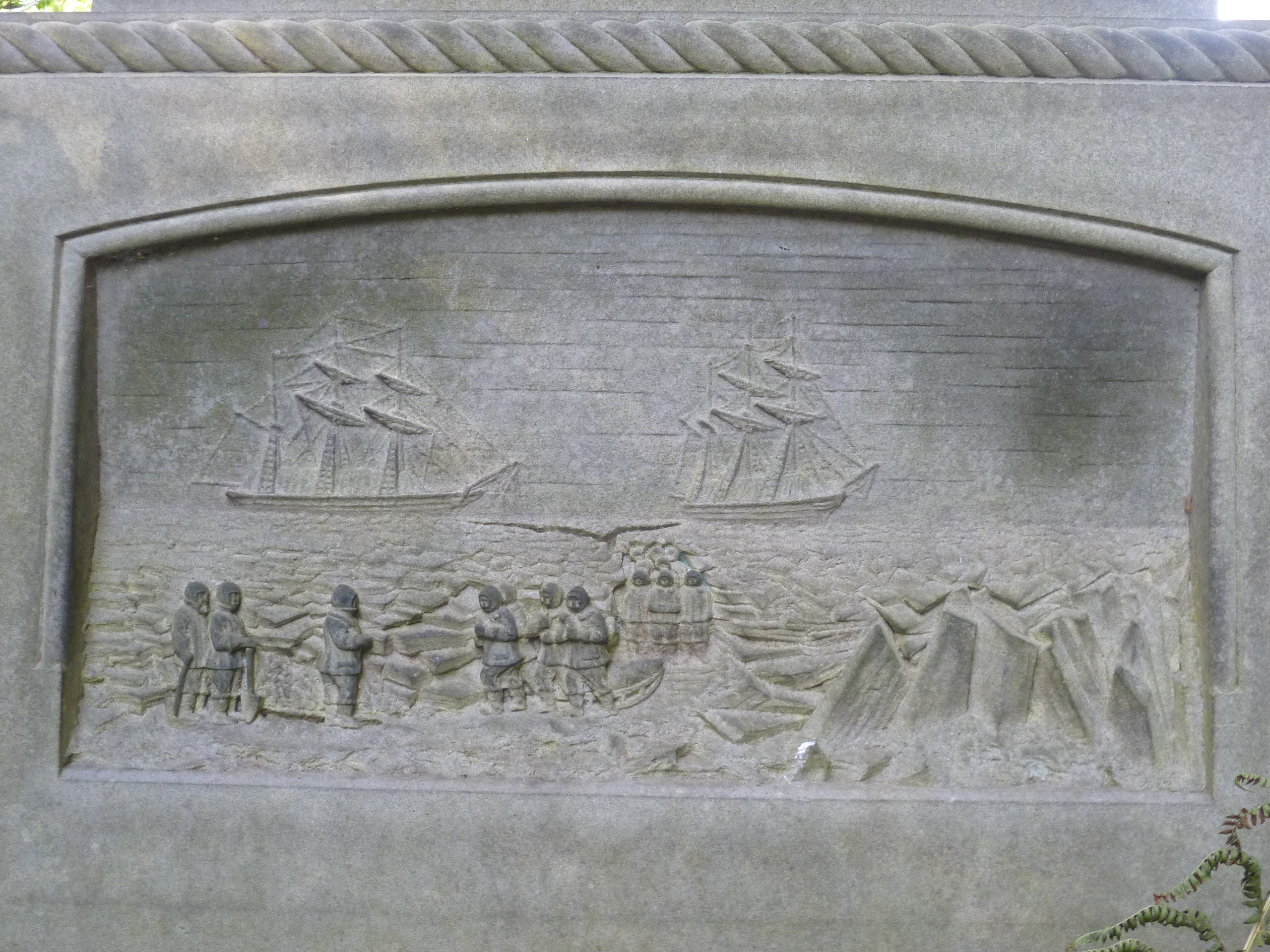
Надгробный памятник лейтенанта Джона Ирвинга, чьё тело было найдено и перезахоронено в Эдинбурге в 1881 году

В 1854 году врач и путешественник Джон Рэй, во время исследования полуострова Бутия для Компании Гудзонова залива, встретил 21 апреля у Пелли Бэй (ныне Кугарек, Нунавут) эскимоса, который рассказал ему о 35—40 белых людях, умерших от голода в устье реки Бак. Другие эскимосы подтвердили эту историю, дополнив её также сообщениями о фактах каннибализма среди гибнущих моряков. Они показали Рэю множество артефактов, которые были идентифицированы как принадлежавшие Франклину и его людям. В частности, Рэй выкупил несколько вилок и серебряных ножей, которые, согласно проведённой после идентификации, принадлежали Дж. Франклину, Г. Гудсиру, Дж. О. Педди с «Эребуса», и Фр. Крозье, А. Мак-Дональду, Дж. А. Маклину с «Террора».
Джон Рэй направил составленный им отчёт в Адмиралтейство. После того как факты, указанные в нём, просочились в прессу, вдова Джона Франклина, Джейн Франклин, была крайне возмущена и оскорблена и привлекла на свою сторону многих влиятельных людей. В частности, Чарльз Диккенс написал несколько статей против Джона Рэя, взявшего на себя смелость предположить, что британские моряки могли опуститься до каннибализма. Однако, несмотря на протест Джейн Франклин, доктору Рэю была выплачена обещанная Адмиралтейством награда — 10 000 фунтов.
Адмиралтейство в октябре 1854 года призвало Компанию Гудзонова залива направить новую экспедицию к реке Бак для поиска других следов пропавших. Джеймс Андерсон и сотрудник компании Джеймс Стюарт отправились на север в устье реки на каноэ. В июле 1855 года группа эскимосов рассказала им об отряде белых людей (qallunaat), которые умерли от голода на побережье. В августе Андерсон и Стюарт на острове Монреаль в устье реки нашли кусок дерева с надписью «Erebus», другая надпись гласила — «м-р Стэнли» (С. Стэнли был хирургом на борту «Эребуса»).
Несмотря на находки Рэя и Андерсона, Адмиралтейство более не планировало продолжать поиски, во многом из-за разразившейся Крымской войны с Россией. Британия 31 марта 1854 года официально постановила, что члены экипажа экспедиции Франклина погибли при выполнении служебного долга. Леди Франклин, не сумев убедить правительство финансировать новые экспедиции, лично послала ещё одну поисковую экспедицию под руководством Фрэнсиса Леопольда Мак-Клинтока. Экспедиционное судно, паровая 177-тонная шхуна «Фокс» (Fox), купленное по открытой подписке, отплыло из Абердина 1 июля 1857 года.
В начале апреля 1859 года санные партии отправились с борта «Фокса», чтобы произвести поиски на острове Кинг-Уильям. 5 мая партия во главе с лейтенантом Королевских военно-морских сил Уильямом Хобсоном в сложенной из камней пирамиде нашла документ, оставленный Крозье и Фитцджеймсом. Он состоял из двух сообщений. Первое, датируемое 28 мая 1847 года, гласило:

28 мая 1847 года. Корабли Её Величества «Эребус» и «Террор» зимовали во льду под 70°5' с. ш. и 98°23' з. д.

Зиму 1846—1847 года провели у острова Бичи под 74°43’28" с. ш. и 91°39’15" з. д., предварительно поднявшись по проливу Веллингтона до 77° северной широты и вернувшись по западной стороне острова Корнуоллис. 

Экспедицией командует сэр Джон Франклин. Всё в порядке. 

Партия из двух офицеров и шести матросов покинула корабль в понедельник 24 мая 1847 года. 

—Грэм Гор, коммандер, Чарльз Ф. Дево, помощник.
Оригинальный текст (англ.)28 of May 1847 H.M.Ships Erebus and Terror Wintered in the Ice in Lat. 70°5'N Long. 98°.23'W 

Having wintered in 1846-7 at Beechey Island in Lat 74°43'28"N Long 91°39'15"W 

After having ascended Wellington Channel to Lat 77° and returned by the West side of Cornwallis Island.
 
Sir John Franklin commanding the Expedition. All well 

Party consisting of 2 Officers and 6 Men left the ships on Monday 24th May 1847.

—Gm. Gore, Lieut., Chas. F. DesVoeux, Mate

По какой-то причине дата зимовки у острова Бичи указана в записке ошибочно — на самом деле, «Эребус» и «Террор» провели там предыдущую зиму, 1845—1846 годов. Второе, более позднее, путаное и зловещее сообщение было написано на полях того же листа бумаги:

25 апреля 1848 года. Корабли Её Величества «Эребус» и «Террор» были покинуты 22 апреля в 5 лигах к северо-северо-западу от этого места, будучи затёрты льдами с 12 сентября 1846 года. Офицеры и команда в составе 105 человек под командой капитана Ф. Р. М. Крозье стали лагерем здесь, под 69°37’42" с. ш. и 98°41' з. д. 
Данная записка была найдена лейтенантом Ирвингом под гурием, предположительно сложенным сэром Джеймсом Россом в 1831 году в 4 милях к северу, куда была помещена покойным лейтенантом Гором в мае 1847 года. Однако, поскольку не удалось найти мачту-ориентир сэра Джеймса Росса, записка перенесена на это место, где была установлена мачта сэра Дж. Росса.
—Сэр Джон Франклин умер 11 июня 1847 года, общие потери экспедиции на настоящий момент 9 офицеров и 15 матросов.
—Джеймс Фитцджеймс, капитан корабля Её Величества «Эребус», Ф. Р. М. Крозье, капитан и старший офицер. Завтра выступаем на Рыбную реку Бака.
Оригинальный текст (англ.)25th April 1848 HMShips Terror and Erebus were deserted on the 22nd April 5 leagues NNW of this having been beset since 12th Sept 1846. The officers and crews consisting of 105 souls under the command of Captain F. R. M. Crozier landed here—in Lat. 69°37'42" Long. 98°41'
This paper was found by Lt. Irving under the cairn supposed to have been built by Sir James Ross in 1831—4 miles to the Northward—where it had been deposited by the late Commander Gore in May 1847. 
Sir James Ross' pillar has not however been found and the paper has been transferred to this position which is that in which Sir J. Ross' pillar was erected
—Sir John Franklin died on the 11th of June 1847 and the total loss by deaths in the Expedition has been to this date 9 officers and 15 men.
—James Fitzjames Captain HMS Erebus F. R. M. Crozier Captain & Senior Offr And start on tomorrow 26th for Backs Fish River

24 мая 1859 года экспедиция Мак-Клинтока обнаружила на южном побережье острова Кинг-Уильям человеческий скелет. При нём были найдены документы, в числе которых — свидетельство моряка, выданное на имя Гарри Пеглара 1808 года рождения, старшины носовой верхней команды. Однако, поскольку на скелете была униформа стюарда судна, то более вероятно, что скелет принадлежал Томасу Армитажу, управляющему корабельной оружейной и другу Пеглара, чью работу он иногда выполнял. При скелете был найден блокнот, в котором были сделаны записи его хозяином и, по-видимому, ещё одним неизвестным членом похода. Записи касались судьбы экспедиции, но разобрать их было сложно: по какой-то причине все были написаны задом наперёд и заканчивались прописными буквами, содержали большое количество орфографических ошибок, тогда как знаки препинания в записке отсутствовали полностью. На одном из листов упоминался Залив-веко (англ. lid bay), начало другого листа походило фразой «О Смерть, где твоё жало…» на фрагмент поминальной службы. На оборотной стороне записи были сделаны по кругу, а внутри него содержалась фраза «Лагерь Террора пуст» (англ. Terror — ужас или страх, а также название одного из кораблей).
В другом месте, на западной стороне острова, Хобсон обнаружил шлюпку с двумя скелетами и некоторыми предметами, принадлежавшими членам экспедиции. В лодке были ботинки, шёлковые платки, душистое мыло, губки, расчёски, много книг, швейные принадлежности, матросские перчатки, взведённые и заряженные ружья, разнообразные ножи, два рулона листового свинца и другие предметы, которые, как полагал капитан Мак-Клинток, были весьма странными и малопригодными в арктических санных походах. На обороте одной из книг, «Христианские мелодии» (англ. Christian Melodies), имелась дарственная надпись, адресованная некоему G. G. (возможно, лейтенанту Грэму Гору). Сама лодка имела длину в 28 футов (8,53 м), ширину в 7 футов 3 дюйма (2,14 м) и была снаряжена для похода под парусом. Лодка имела вес приблизительно 700—800 фунтов (317—362 кг) и лежала на тяжёлых санях, чей вес был никак не меньше 650 фунтов (295 кг). Из провизии имелся чай и 40 фунтов (18 кг) шоколада. Также были найдены табак и пустая жестяная банка из-под пеммикана. На ней стояла отметка E, которая, по всей вероятности, обозначала принадлежность к «Эребусу». На восьми из 26 столовых приборов стоял герб Франклина, на остальных — гербы других офицеров (кроме одной большой вилки без пометки). Пять предметов принадлежали офицерам «Эребуса» — Грэму Гору, Ле Весконту, Фейерхолму, Коучу и Гудсиру. Три других предмета — офицерам «Террора»: Крозье (чайная ложка), Хорнби и Томасу. Принадлежность ещё трёх вещей, в числе которых большая вилка и три предмета с изображением филина, осталась неустановленной.
Мак-Клинток был также удивлён, что было найдено всего два скелета, хотя, судя по количеству вещей, команда лодки состояла из 20—30 человек. Сани были направлены на северо-восток. Мак-Клинток предположил, что двое человек были оставлены с лодкой, санями и большим количеством вещей, чтобы те попытались вернуться обратно к кораблям, тогда как основная группа двинулась дальше. Мак-Клинток со своими людьми отправился далее на северо-запад и дошёл до края суши — мыса, который много лет назад сэр Джеймс Росс назвал мысом Франклина. Мак-Клинток записал рассказы эскимосов, в которых, среди прочего, говорилось о двух сидящих на мели кораблях, но ничего подобного обнаружено не было.
Две другие экспедиции, проходившие между 1860 и 1869 годами под руководством Чарльза Фрэнсиса Холла, который жил вместе с эскимосами возле залива Фробишер на земле Баффина, а после — в Бухте отпора канадского побережья, обнаружили лагеря, могилы и человеческие останки на южном побережье острова Кинг-Уильям. Фрэнсис Холл был уверен, что ни один человек из экспедиции Франклина не выжил и искать выживших среди эскимосов не имеет смысла. Хотя он и пришёл к такому выводу, но полагал, что другие отчёты ещё можно отыскать под каменными пирамидами, аналогичными найденной ранее.
С помощью своих помощников, эскимосов Эбирбинга (Ebierbing) и Тукулиту (Tookoolito), Фрэнсис Холл собрал сотни страниц показаний и рассказов. Имелись записи о посещении эскимосами одного из кораблей Франклина и о встрече их с группой белых людей на южном побережье острова Кинг-Уильям близ залива Вашингтона. Самого Франклина, описывавшегося ими как полного, широкоплечего, плешивого, но весёлого, щедрого и гостеприимного старика, они называли Большим Эшемуттом, то есть «начальником», или Тулуарком, а капитана Крозье — Аглуком. Хотя рассказы, подтвердившие, в частности, сообщения Рэя о каннибализме среди участников погибшей экспедиции, были поставлены под сомнение многими учёными, но в 1990-х годах они были скрупулёзно исследованы Дэвидом С. Вудманом и позже легли в основу двух его книг, «Раскрывая тайну Франклина» (англ. Unravelling the Franklin Mystery, 1992) и «Чужие среди нас» (англ. Strangers Among Us, 1995), в которых Вудман сделал попытку реконструировать последние месяцы экспедиции.
В надежде найти ещё какие-либо письменные свидетельства участи людей Франклина лейтенант армии США Фредерик Сватка организовал между 1878 и 1880 годами ещё одну экспедицию на остров. Дойдя на шхуне Eothen до Гудзонова залива, он собрал команду, среди которой были и эскимосы, помогавшие некогда Фрэнсису Холлу. Отправившись дальше на север на «трёх санях, с запряжёнными в них более чем сорока собаками, относительно небольшим объёмом продовольствия, но с большим количеством оружия и боеприпасов», Сватка записывал рассказы эскимосов, посещал известные и вероятные точки маршрута экспедиции, а также место зимовки на острове Кинг-Уильям. В ходе экспедиции был найден скелет лейтенанта Джона Ирвинга.
Хотя Сватке и не удалось найти желанных документов, но в своей речи на обеде, данном в его честь Американским географическим обществом в 1880 году, он заявил, что его экспедиция проделала «самый длинный санный поход, когда-либо предпринятый, как по расстоянию, так и по затраченному времени» (11 месяцев и 4 дня, 5232 км). Также он отметил, что это была первая экспедиция в Арктику белых людей, в которой они полагались целиком и полностью на пропитание, идентичное питанию эскимосов.
Экспедиция Сватки не обнаружила никаких следов Франклина южнее места, называемого Бухтой голода, на полуострове Аделейд. Оно находится значительно севернее от заявленной цели Крозье, реки Бак, и в сотнях миль от ближайшего форпоста западной цивилизации на Большом Невольничьем озере.
Вудман в своих записях рассказов эскимосов сообщает, что между 1852 и 1858 годами Крозье и ещё один член экипажа были якобы замечены эскимосами в районе Бейкер-Лейк, примерно в 400 км к югу от того места, где в 1948 году Фарли Моуэт нашёл «очень старую пирамиду, не похожую на обычные эскимосские строения», внутри которой лежали обломки деревянного короба, скреплённые «ласточкиным хвостом».
В 1903—1905 годах экспедиция под руководством Руаля Амундсена провела на острове Кинг-Уильям два года. Согласно сведениям Амундсена, приведённым в его записках «Плавание Северо-Западным проходом на судне Йоа», члены экспедиции нашли непогребённые останки двух людей Франклина или даже произвели погребение самостоятельно.
В октябре 1923 года экспедиция датского путешественника Кнуда Расмуссена, основываясь на рассказах местных эскимосов, также нашла останки нескольких членов экспедиции Франклина в Кавдлунарсиорфике на восточном берегу полуострова Аделейд. Путешественники собрали все кости, поставили над ними гурий и подняли два приспущенных флага — английский и датский.
В 1926 году капитан промыслового судна Компании Гудзонова залива Петер Норберг обнаружил на полуострове Аделейд в 10 милях от острова Кинг-Вильям череп одного из участников экспедиции Франклина, часть дубовых саней и кусок материи.
В 1930 году правительство Канады организовало воздушную поисковую экспедицию на Кинг-Вильям под командованием майора Л. Т. Бэруоша, безуспешно пытавшегося отыскать остовы кораблей Франклина, но нашедшего лишь остатки покинутого лагеря и сложенных из камней продовольственных складов, а на следующий год сотрудниками Гудзоновой компании Уильямом Джибсоном и Уильямом Скиннером на острове были найдены и перезахоронены скелеты четырёх погибших франклиновцев.
В 1967 году эстафету подхватили, среди прочих, канадские вооружённые силы, предприятия которых не увенчались успехом.

## Научные экспедиции

### Раскопки на острове Кинг-Уильям (1981—1982)
В июне 1981 года профессор антропологии Университета Альберты (Канада) Оуэн Битти начал Проект криминалистики экспедиции Франклина (Franklin Expedition Forensic Anthropology Project, FEFAP). Команда и полевые помощники Битти отправились из Эдмонтона на остров Кинг-Уильям к его западному побережью, повторив путь, проделанный 132 года назад людьми Франклина. Участники проекта надеялись найти артефакты и человеческие останки, чтобы, подвергнув их современным методам криминалистики, установить личность погибших и причину смерти 129 членов экипажа.
Хотя группа и обнаружила многие археологические находки, а также хорошо сохранившиеся расчленённые останки, Битти был разочарован, что не смог найти большего. Изучение костей показало наличие острого дефицита витамина C, являющегося причиной цинги. После возвращения в Эдмонтон Битти совместно с арктическим археологом Джеймсом Савелом обнаружил на бедренной кости одного из скелетов царапины и засечки, тогда как череп был проломлен. Это стало первым научным подтверждением фактов каннибализма, о которых рассказывали многие из эскимосов и предположения которых содержались в отчёте доктора Рэя.
В поисках информации о состоянии здоровья и рациона экипажа Франклина на момент смерти Оуэн Битти послал образцы костей для проведения элементного анализа в лабораторию, а сам тем временем собрал новую группу, чтобы ещё раз посетить остров Кинг-Уильям. Результаты анализа были неожиданными: в костях содержалось 226 мд свинца, что почти в 10 раз превышало содержание свинца в контрольных образцах, взятых у скелета эскимоса (26—36 мд). Масс-спектрометрический (ICP-MS), а также рентгенофлуоресцентный анализы показали содержание свинца в районе 49—204 мд.
В июне 1982 года группа, состоявшая из Битти, Уальта Ковалла, аспиранта в области антропологии Университета Альберты, Арне Карлсона, студента археологии и географии из Университета Саймона Фрейзера в Британской Колумбии, и Арсена Тангилика, студента-эскимоса и помощника в полевых работах, была доставлена на западный берег острова. Там они попытались восстановить некоторые предпринятые Мак-Клинтоком и Сваткой шаги их экспедиций 1859 и 1878—1879 годов. В районе, где группа Мак-Клинтока обнаружила лодку, были найдены останки 6—14 человек. Также был найден сапог с шипами, которые некогда были на него установлены для лучшего передвижения по льду.

### Раскопки и эксгумация тел на острове Бичи (1984, 1986)

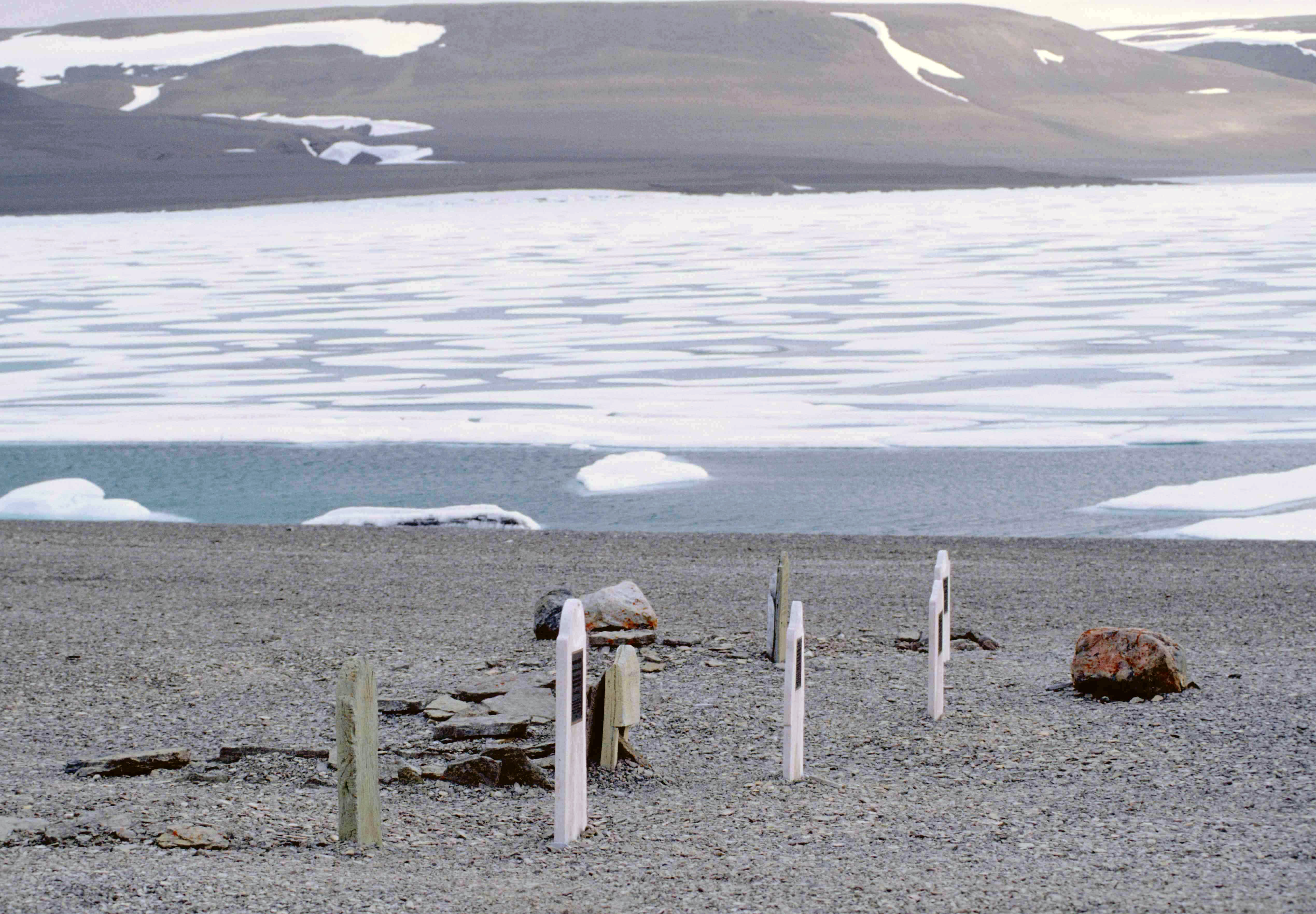
Могилы на острове Бичи, 1997 год

После возвращения в Эдмонтон в 1982 году и ознакомления с результатами анализов образцов, полученных в экспедиции 1981 года, Битти поставил цель найти причину столь сильного отклонения от нормы содержания в костях свинца. Подозрение пало на свинцовый припой, использованный для герметизации банок с консервами, на свинцовую фольгу, которой были выложены другие ёмкости для хранения пропитания, пищевые красители, табачные изделия, оловянную посуду. Битти стал подозревать, что отравление свинцом, усугублённое последствиями цинги, могло привести к смерти экипажа. Однако эта теория могла быть проверена лишь криминалистической экспертизой при анализе мягких тканей, которые у учёных отсутствовали. Битти решил вскрыть могилы на острове Бичи.
После получения официального разрешения на эксгумацию группа Битти посетила остров в августе 1984 года для проведения вскрытия могил троих членов экипажа Франклина. Первой была открыта могила кочегара Джона Торрингтона. После завершения вскрытия Торрингтона, эксгумации и краткого осмотра Джона Хартнелла, группа из-за ухудшения погоды вынуждена была вернуться в Эдмонтон, взяв с собой образцы костей и мягких тканей. Элементный анализ костей и волос Торрингтона показал, что матрос «испытывал тяжёлые психические и физические проблемы, вызванные отравлением свинцом». Вскрытие показало, что причиной смерти стало воспаление лёгких, однако отравление свинцом было названо одним из сопутствующих факторов.
Во время экспедиции группа посетила место, расположенное примерно в 1 км к северу от могил, для изучения фрагментов сотен консервных банок, оставшихся после экспедиции Франклина. Битти отметил, что пайка на них была выполнена некачественно и с использованием свинцового припоя, который, вероятно, находился в прямом контакте с пищей. Обнародование результатов и фотография 138-летнего хорошо сохранившегося в вечной мерзлоте трупа Торрингтона привели к широкому освещению в СМИ и возрождению общественного интереса к пропавшей экспедиции Франклина.

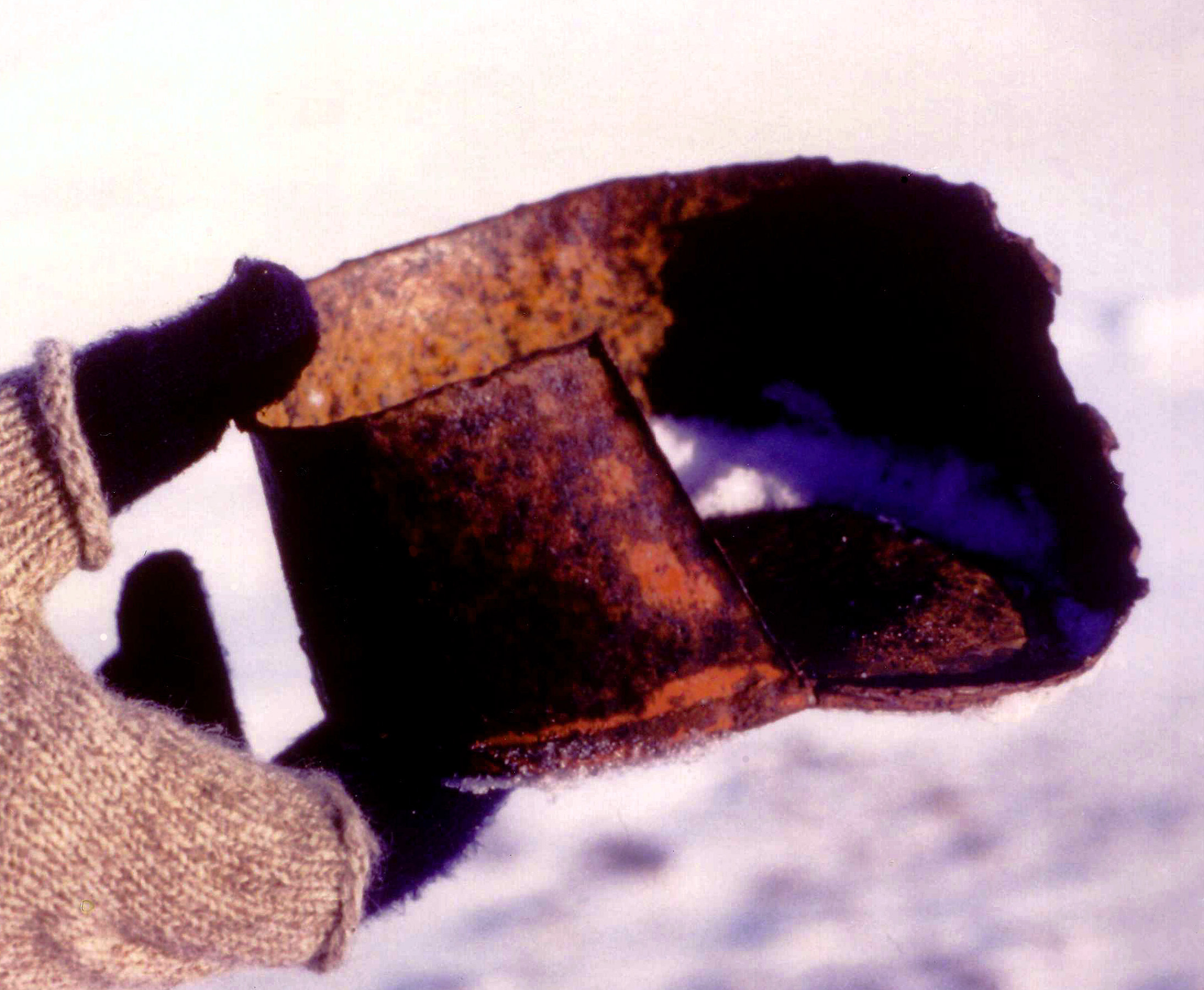
Консервные банки Голднера — одна из возможных причин отравления свинцом членов экспедиции

Проведённые позже исследования показали, что ещё одним потенциальным источником свинца, возможно, были корабельные опреснительные системы. К. Фаррер утверждал, что «невозможно представить, как можно было съедать вместе с консервами по 3,3 мг свинца в день в течение восьми месяцев, необходимых для повышения PbB до уровня 80 мкг/дл, при котором у взрослых начинают появляться симптомы отравления свинцом. Предположение о наличии свинца в костях взрослых при поступлении его с пищей на протяжении нескольких месяцев, или даже трёх лет, кажется едва ли логичным». Кроме того, в то время консервы использовались в Королевском военно-морском флоте повсеместно, но нигде более не было зафиксировано массовых случаев отравления свинцом. Специально для этой экспедиции на кораблях были установлены паровые машины в качестве вспомогательных силовых установок. Для парообразования им требуется около 1 тонны пресной воды в час. Вполне вероятно, что именно по этой причине была также установлена уникальная система дистилляции воды, которая, с учётом материалов, использовавшихся в то время, дала бы большое количество воды с очень высоким содержанием свинца. Уильям Баттерсби утверждал, что это гораздо более вероятно послужило причиной обнаружения высокого уровня свинца в останках членов экипажа, чем некачественно изготовленные консервные банки.
Дальнейший осмотр могил был предпринят в 1986 году. Съёмочная группа фиксировала происходящее, что позже послужило материалом для эпизода «Похороненный во льду» (англ. Buried in Ice) документального телесериала Nova, выпущенного в 1988 году. В сложных условиях Дерек Нотман, радиолог и врач из Университета Миннесоты, а также техник-радиолог Ларри Андерсон произвели множество рентгеновских снимков тел до их вскрытия. Специалист по арктическим одеждам Барбара Швегер и патологоанатом Роджер Эми также оказали помощь в расследовании.
Ещё Битти со своей командой заметил, что кто-то пытался эксгумировать Хартнелла ранее. Сильным ударом кирки была повреждена деревянная крышка гроба, а также отсутствовала одна из гробовых досок. Исследования в Эдмонтоне позднее показали, что сэр Эдвард Белчер, командир одной из поисковых экспедиций, приказал эксгумировать Хартнелла в октябре 1852 года, но претерпел неудачу в условиях вечной мерзлоты. Через месяц Эдуарду Инглфилду, командиру другой экспедиции, удалось достать тело, при этом сняв одну из досок гроба.
В отличие от могилы Хартнелла, могила Уильяма Брейна осталась в основном нетронутой. Когда его тело было эксгумировано, исследователи пришли к выводам, что захоронение производилось в спешке. Руки, тело и голова не были размещены в гробу как подобает, а одна из частей одежды была надета задом наперёд. Гроб был слишком для него мал, крышка давила на нос. Крышку украшала большая медная табличка с именем и другими выгравированными на ней личными данными.

### Раскопки NgLj-2 (1992)
В 1992 году команда археологов и криминалистов прибыла на место, которое в дальнейшем они обозначали как NgLj-2. Оно располагалось на западном побережье острова Кинг-Уильям и соответствовало физическому описанию Леопольда Мак-Клинтока места обнаружения лодки с двумя скелетами. Во время раскопок было найдено около 400 костей и их фрагментов, а также множество мелких предметов. После изучения костей Энн Кинленсайд, эксперт-криминалист экспедиции, сделала заключение о повышенном содержании в них свинца и наличии множества отметин, «соответствующих расчленению». После завершения этой экспедиции мнение, что по крайней мере некоторые из членов экипажа Франклина прибегли к каннибализму, стало общепризнанным.

### Поиски места кораблекрушения (1992—1993)
В 1992 году автор книг об экспедиции Франклина Дэвид С. Вудман с помощью эксперта по магнитометрии Брэда Нельсона организовал проект «Ootjoolik» для поиска места кораблекрушения в прибрежных водах полуострова Аделейд, основываясь на рассказах эскимосов. В поисках приняли участие самолёт Национального исследовательского совета и самолёт Канадских патрульных сил, каждый из которых был оснащён магнитометром. С высоты 61 метра была обследована значительная площадь к западу от Grant Point и отмечено более 60 предполагаемых целей. Пять из них были признаны по своим характеристикам наиболее похожими на останки кораблей Франклина.
В 1993 году д-р Джо Макиннис и Дэвид Вудман попытались определить наиболее перспективные объекты. Зафрахтованный самолёт доставил учёных в три заранее определённых места, где во льду ими были пробурены скважины и опущен вниз гидролокатор для получения изображения морского дна. Но из-за ледовой обстановки и неточной навигации проделать отверстия в нужных местах не удалось, гидролокатором ничего найдено не было.

### Обследование острова Кинг-Уильям (1994—1995)
В 1994 году Вудман организовал и возглавил поисковую экспедицию, которая обследовала значительную площадь от Коллинсона до мыса Виктории в поисках «каменного склепа», информация о котором содержалась в рассказе одного из эскимосов. 10 человек проводили поиски на протяжении 10 дней при поддержке Канадского географического общества. Телекомпанией CBC был снят документальный фильм «Focus North». Никаких следов «склепа» обнаружено не было.
В 1995 году была организована совместная экспедиция Вудмана, Джорджа Хобсона и американского авантюриста Стивена Трэфтона. Она состояла из трёх независимых групп. Отряд Трэфтона отправился на остров Кларенс, чтобы найти «пирамиду, построенную белыми людьми», сведения о которой имелись в рассказах эскимосов. Ничего найдено не было. Партия доктора Хобсона в сопровождении археолога Маргарет Бертулли исследовала найденный «летний лагерь», находящийся в нескольких километрах к югу от мыса Феликс. Были обнаружены некоторые незначительные артефакты. Группа Вудмана отправилась на юг от Уолл-Бэй до мыса Виктории, попутно исследуя все возможные места лагерей экспедиции Франклина вдоль побережья, но обнаружила лишь некоторое количество ржавых банок и ранее неизвестный лагерь у мыса Марии Луизы.

### Поиски места кораблекрушения (1997—2010)
В 1997 году экспедиция «Franklin 150», организованная канадской телекомпанией Eco-Nova, использовала сонар для изучения наиболее приоритетных целей, определённых в 1992 году. Археолог Роберт Гренье, Маргарет Бертулли и Вудман выступили в качестве историков экспедиции. Операция проводилась с борта ледокола Laurier канадской Службы береговой охраны. Было обследовано около 40 квадратных километров у острова Керкуолл, но всё безрезультатно. Когда у побережья небольшого островка к северу от острова О’Рейлли были найдены небольшие предметы и листы меди, поиски были смещены в ту область, но плохая погода помешала полноценному проведению дальнейших работ. Телекомпанией Eco-Nova был выпущен документальный фильм «Тайны океанов: поиск потерянного флота» (англ. Oceans of Mystery: Search for the Lost Fleet).
В 2000 году Джеймс Дельгадо из Морского музея Ванкувера организовал на патрульном судне Nadon историческую реконструкцию прохождения Северо-Западного прохода. Зная, что лёд задержит судно близ острова Кинг-Уильям, он предложил своим друзьям, Хобсону и Вудману, использовать его для гидроакустических поисков обломков с применением бортового сонара Kongsberg/Simrad SM2000. На территории и вокруг острова Керкуолл ничего найдено не было.
Три экспедиции были организованы Вудманом для обследования найденных ранее неровностей морского дна. Он сам выступил спонсором экспедиции 2001 года, а канадец ирландского происхождения спонсировал две другие — 2002 и 2004 года. С помощью саней с установленным на них магнитометром было завершено обследование северной области поисков (остров Керкуолл) в 2001 году и всей южной области острова О’Рейлли в 2002 и 2004 годах. Все определённые магнитометром приоритетные цели при обследовании сонаром оказались геологического происхождения. В 2002 и 2004 годах на побережье небольшого острова севернее острова О’Рейлли были найдены мелкие артефакты пропавшей экспедиции.
На август 2008 года была намечена новая поисковая экспедиция Роберта Гренье, старшего археолога Парков Канады. В этот раз он надеялся при лучшей ледовой обстановке в открытой воде обследовать дно с помощью гидролокатора бокового обзора, установленного на лодке. В поисках также должен был принять участие ледокол CCGS Sir Wilfrid Laurier, а один лишь первый шестинедельный сезон (из трёх запланированных) обошёлся бы в 75 000 канадских долларов. Гренье также хотел проверить недавно опубликованные рассказы эскимосов, собранные и записанные историком Дороти Харли Эбер. В некоторых из них говорилось, что одно из судов Франклина находилось близ острова Королевского географического общества, то есть в том месте, где ранее никаких поисков не производилось. Штат экспедиции должен был включать местного эскимоса-историка Луи Камукака, который в своё время нашёл предметы экспедиции Франклина и знал культуру местных коренных народов. Поиск должен был также подкрепить претензии Канады на суверенитет над значительной частью Арктики. Однако в том же году правительство Канады отменило поиски в связи с имеющимися более приоритетными исследовательскими задачами на тот год. В августе того же года о намерении провести поиски с использованием современного оборудования объявил независимый исследователь Роб Рондау. Однако, спустя некоторое время, он отказался от своих слов, когда правительство Нунавута указало на возможность уголовного преследования, которое непременно последует при проведении археологических работ без получения специального разрешения, поскольку обломки числятся Парками Канады как национальные исторические памятники. Комментировать произошедшее Рондау отказался, сославшись на договор о неразглашении, подписанный с Discovery Channel. В получении разрешения было отказано в связи с малым опытом Рондау в морской археологии и отсутствием консультаций с местными общинами эскимосов.
25 июля 2010 года корабль HMS Investigator, который когда-то был затёрт льдами и вынужденно вышел из поисков экспедиции Франклина в 1853 году, был найден на мелководье залива Милосердия у северного побережья острова Банкс в западной части канадской Арктики. Команда исследователей из Парков Канады сообщила, что корабль хорошо сохранился и находится на глубине около 11 метров.

### Экспедиция к проливу Виктория (2014—2015) и обнаружение кораблей

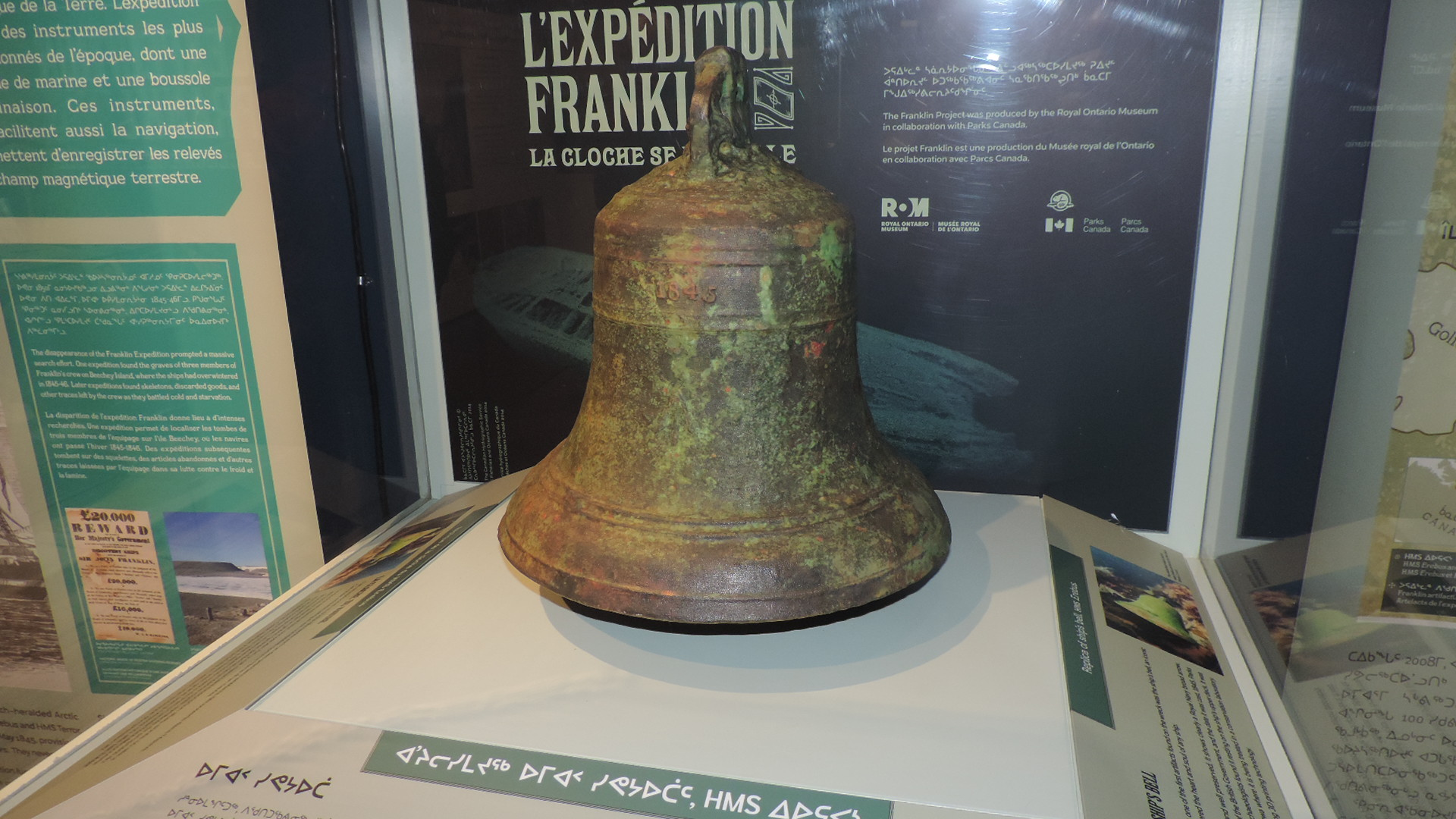
Судовой колокол, поднятый в 2014 г. с «Эребуса». Музей культурного наследия Наттилик в Йоа-Хейвен, Кинг-Вильям

7 сентября 2014 года остов одного из двух кораблей Франклина был найден членами экспедиции в восточной части залива Куин-Мод, к западу от острова О'Рейлли. Поисковая экспедиция состояла из пяти судов, оборудованных сонарами. Фотоснимки находки, обнаруженной на глубине 11 метров, были сделаны с помощью дистанционно управляемого подводного аппарата.
Позднее стало известно, что затонувшим кораблём был HMS Erebus. 6 ноября 2014 года был поднят судовой колокол, на котором было написано название.
В апреле 2015 года археологами при поддержке военных водолазов Канады были исследованы останки затонувшего корабля и поднято 14 предметов, включая пушку весом в 309 килограммов.
13 сентября 2016 года СМИ сообщили об обнаружении специалистами Arctic Research Foundation затонувшего HMS Terror.
В декабре 2022 года подводные археологи агентства «Парки Канады» вскрыли и тщательно исследовали офицерские каюты на «Эребусе», подняв на поверхность, в общей сложности, 275 артефактов, подробно иллюстрирующих повседневную жизнь и быт моряков британского флота 1840-х годов.

### Прочие исследования
В 2010 году путешественник и телеведущий Беар Гриллс прошёл на двух жёстких надувных лодках (RIB) «Arctic Wolf» Северо-Западным проходом с целью привлечь общественное внимание к проблеме изменения климата и в надежде собрать деньги для детской благотворительной организации «Global Angels». Севернее острова Кинг-Уильям в проливе Веллингтон, где любые другие суда непременно должны были сесть на мель, группа остановилась на безымянном острове на ночь. Остров представлял собой небольшой бесплодный участок суши, который возвышался над уровнем моря всего на 8, а в ширину был около 200 метров. Там были обнаружены человеческие кости, череп, куски ткани, нож из китовой кости, остатки мачт. Гриллс предположил, что найденные обломки принадлежат не грот-мачте корабля, а скорее мачтам корабельных ботов, оснащённых для плавания под парусами. Были также найдены несколько мест, обложенные камнями, которые, вполне возможно, могли быть местами установки палаток. Северная часть острова сохранила следы большого пожара, подножная скала почернела. Исходя из этого, было выдвинуто предположение, что, возможно, люди разожгли большой сигнальный костёр из древесины своих лодок, тщетно ожидая спасения с севера. Между тем не установлено, кому принадлежат останки: членам экипажа Франклина, которые вновь отправились на север в надежде встретить спасателей, эскимосам либо неизвестной группе китобоев.
Беар, «выросший на фольклоре о Франклине и его пропавшем экипаже», записал в своём дневнике:

Если вы голодны, и люди умирают вокруг, вы, несомненно, будете жечь древесину ваших лодок в последней попытке быть замеченными, или, по крайней мере, чтобы согреться, пока окончательно не закончатся продукты питания.— Беар Гриллс
Более 10 лет проходили исследования в рамках проекта FEFAP. В результате обследования артефактов и человеческих останков на острове Бичи и острове Кинг-Уильям был сделан вывод, что на острове Бичи члены экипажа умерли, по всей вероятности, от воспаления лёгких и, возможно, от туберкулёза. Токсикологические отчёты указывают на отравление свинцом в качестве ещё одного вероятного фактора, приведшего к смерти. Проведённое вскрытие обнаружило на костях отметины, которые было принято считать признаками каннибализма. Было сделано предположение, что причиной смерти всех членов экспедиции Франклина стало сочетание холода, голода, цинги, пневмонии, туберкулёза, усугублённых отравлением свинцом.
Более поздние исследования опровергли гипотезу об отравлении свинцом как причине смерти членов экспедиции. Законченное в 2018 году сравнительное исследование выявило приблизительно одинаковое содержание свинца в телах моряков британского королевского флота, служивших в разных местах, в том числе умерших от старости. Более того, к концу жизни моряков экспедиции Франклина удельное содержание свинца в их телах снизилось. Одновременно учёные выяснили, что многие моряки экспедиции были больны туберкулёзом.
Наиболее вероятная причинно-следственная цепочка, приведшая людей к смерти, следующая: цинга привела к ослаблению иммунитета, из-за чего у людей тяжелее протекали заболевания, и непосредственными причинами смерти стали туберкулёз и пневмония, а хроническое отравление свинцом повлияло на их шансы незначительно.

## Другие факторы
Франклин выбрал для прохождения маршрут вдоль западного побережья острова Кинг-Уильям, в то время как маршрут вдоль восточного побережья летом всегда свободен ото льда. Его позже использовал Руаль Амундсен в своём успешном плавании через Северо-Западный морской проход на яхте «Йоа». Экспедиция Франклина, остававшаяся блокированной льдами в проливе Виктории на протяжении двух зим, была плохо оснащена и не обучена для передвижения по суше. Часть экипажа к югу от оставленных кораблей взяла в санный поход множество ненужных для выживания в Арктике предметов, которые, как отметил Мак-Клинток, «были попросту тяжёлыми, могли принести мало пользы и, очень вероятно, истощили силы людей в санном походе». Кроме того, некоторые исследователи обвинили Франклина в высокомерии, посчитав, что он при желании мог бы обратиться за помощью к эскимосам или перенять их способы выживания. Так, журналист и биограф полярных исследователей Роланд Хантфорд высказал мнение, что Франклину «помешала абсурдная неприспособленность, ставшая следствием негибкого мышления и неумения адаптироваться к обстоятельствам».
Вместе с тем, нельзя не учитывать крайне неблагоприятные климатические факторы, способствовавшие как гибели самой команды Франклина, так и неудачам первых экспедиций по её поискам. Результаты исследования химического состава ледников на острове Баффинова Земля, сопоставленные с реконструкциями среднегодовых температур, сделанными по древесным кольцам, а также с записями в судовых журналах китобойных судов и археологическими находками в стойбищах инуитов, позволяют утверждать, что даже на фоне Малого ледникового периода эпоха Франклина (1845—1857) отличалась необычайно суровым климатом.

## Историческое наследие
Наиболее значимым результатом экспедиции Франклина стало обследование и нанесение на карту тысяч миль вдоль береговой линии, произведённые многочисленными экспедициями по её розыску. Ричард Кириакс отметил, что «потеря экспедиции, вероятно, принесла гораздо больше [географических] знаний, чем её успешное возвращение». Однако в то же время произошедшее в значительной степени снизило заинтересованность Адмиралтейства в освоении Арктики. Многие годы разделили экспедицию Франклина и следующую арктическую экспедицию, посланную под командованием Джорджа Нэрса к Северному полюсу. Предприятие Нэрса завершилось неудачей, и его заявление, что к Северному полюсу «прохода нет», положило конец участию Королевского военно-морского флота в арктических исследованиях. Успешное плавание в 1903—1905 годах Руаля Амундсена на судне «Йоа» положило конец многовековым попыткам завершить прохождение Северо-Западным проходом.

## Культурное наследие

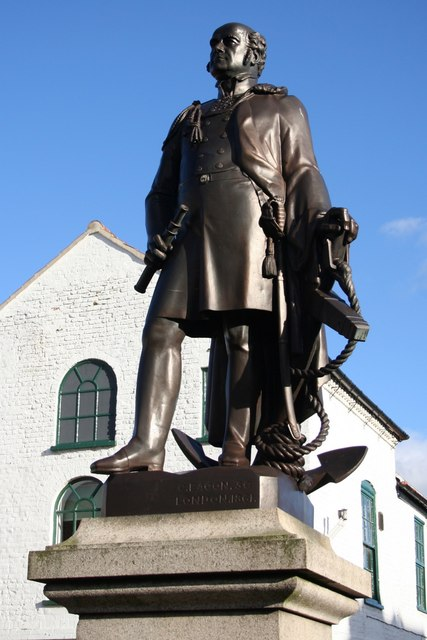
Статуя Франклина в его родном городе Спилсби, Англия, 2008 год

В течение многих лет после пропажи экспедиции викторианские средства массовой информации представляли Джона Франклина героем. Гравировка на постаменте статуи в родном городе Франклина гласит: «Сэр Джон Франклин — первооткрыватель Северо-Западного прохода». Аналогичные надписи имеются на статуях в Лондоне и Тасмании. Хотя судьба экспедиции, в том числе и возможные факты каннибализма, широко обсуждалась в прессе, отношение к Франклину общественности оставалось неизменным. Экспедиция стала предметом многочисленных произведений научной литературы, в их числе две книги Кена Макгугана: «Роковой проход» (Fatal Passage) и «Месть леди Франклин» (Lady Franklin's Revenge).
В 1992 году территория предполагаемого крушения кораблей экспедиции была внесена в список Национальных исторических мест Канады (National Historic Sites of Canada). После обнаружения останков «Эребуса» в 2015 году место затонувшего корабля было включено в систему парков Канады.
Окутанная тайнами последняя экспедиция Франклина стала предметом и многих научно-популярных фильмов. В 2005 году вышел на экраны двухсерийный документальный телефильм «Поиски Северо-Западного прохода» (The Search for the Northwest Passage), первая серия которого посвящена экспедиции Франклина. В 2006 году увидел свет эпизод «Прохождение Арктики» (Arctic Passage) канадского документального телесериала Nova, а в 2007 году — фильм «Потерянная экспедиция Франклина» (Franklin's Lost Expedition) телеканала Discovery HD Theatre. В 2008 году канадское телевидение выпустило документальный фильм «Проход» (Passage). В 2009 году на телеканале ITV1 в серии документальных фильмов «Билли Конноли: Путешествие на край мира» (Billy Connolly: Journey to the Edge of the World) вышел эпизод, в котором ведущий Конноли со своей командой посетил остров Бичи. По ходу фильма было подробно рассказано о ходе и участи экспедиции.
В память о погибших была названа одна из территорий Северо-Западных территорий Канады, став известной как Округ Франклина. В 1999 году эта территориальная единица была упразднена.
29 октября 2009 года в часовне бывшего Военно-морского колледжа Гринвича состоялся специальный молебен, который был проведён для освящения нового памятника Франклину. Служба также включала торжественную церемонию перезахоронения останков лейтенанта Генри Томаса Дандаса Ле Весконта, доставленных в Англию в 1873 году. В мероприятии приняли участие члены международного полярного сообщества, а также приглашённые гости: известные путешественники, фотографы, писатели, потомки Франклина, капитана Крозье и других участников как пропавшей экспедиции, так и поисковых компаний. Среди них были потомки Френсиса Леопольда Мак-Клинтока, контр-адмирала сэра Джона Росса, вице-адмирала сэра Роберта Мак-Клура и многих других. Военно-морской флот представлял адмирал Ник Уилкинсон, молебен служил епископ Вулвичский, также присутствовал Дункан Уилсон, исполнительный директор Фонда Гринвич (Greenwich Foundation), и Джеймс Райт, верховный комиссар Канады. Мероприятие проходило под руководством Джереми Фроста и полярного историка Хью Льюис-Джонсона, было организовано обществом Polarworld и верховным комиссаром Канады в Соединённом королевстве и посвящено также вкладу Великобритании в исследование севера Канады и всем жертвам погони за географическими открытиями.

### Отражение в искусстве
С 1850-х годов и до наших дней последняя экспедиция Франклина вдохновляет авторов многочисленных литературных произведений. В числе первых была пьеса «The Frozen Deep», написанная Уилки Коллинзом совместно с Чарльзом Диккенсом. В начале 1857 года она ставилась в доме Диккенса, а также в Королевской картинной галерее, в том числе и перед королевой Викторией. Для широкой публики постановка демонстрировалась в Manchester Trade Union Hall. В 1859 году новость о смерти Франклина вдохновила многих поэтов на написание элегий, одна из которых принадлежала перу Алджернона Суинбёрна.
В 1860 году в Лондоне издана была поэма «The fate of Franklin», ставшая литературным дебютом будущего известного романиста Ричарда Додриджа Блэкмора.

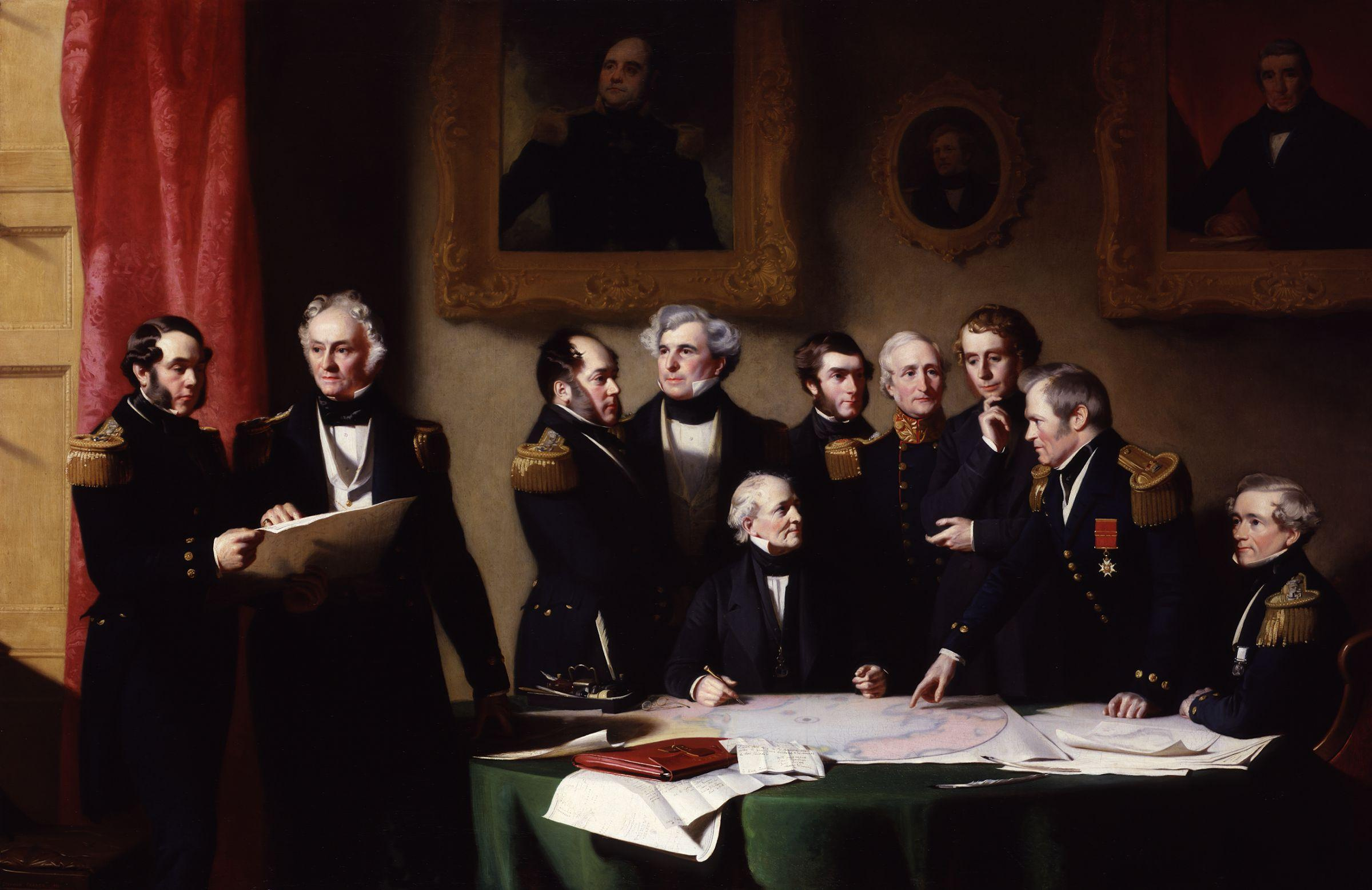
«Арктический совет планирует поиски сэра Джона Франклина», Стивен Пирс, 1851

Художественным обработкам истории экспедиции Франклина положил начало роман Жюля Верна «Путешествие и приключения капитана Гаттераса» (1866), в котором главный герой обнаруживает на Северном полюсе огромный действующий вулкан. Немецкий писатель Стен Надольны в романе «Открытие медлительности» (Die Entdeckung der Langsamkeit, 1983) описывает жизнь Франклина и лишь кратко — его последнюю экспедицию. В 2004 году роман был переведён на русский язык М. Ю. Коренёвой и в 2006 году издан издательством «Азбука». Другие обработки включают в себя роман «Solomon Gursky Was Here» Мордехая Рихлера, «Ружья» (The Rifles, 1994) Уильяма Волманна, «North With Franklin: The Journals of James Fitzjames» Джона Уилсона (1999).
Роман Дэна Симмонса «Террор» (Terror), впервые изданный в 2007 году, был номинирован на Британскую премию фэнтези за 2008 год, и в том же году переведён на русский язык. Роман, подробно реконструирующий историю гибели пропавшей экспедиции, включает в себя и фантастические элементы: так, капитан Фрэнсис Крозье в книге обладает даром ясновидения, а участников экспедиции преследует демонический белый медведь Туунбак, которому инуиты поклоняются как богу. Роман был экранизирован в виде телесериала «Террор», выпущенного в 2018 году на американском телеканале AMC.
Экспедиция также стала предметом сюжета кампании The Walker in the Wastes для настольной ролевой игры в жанре ужаса «Зов Ктулху». В 2008 году Клайв Касслер закончил роман «Arctic Drift», в сюжете которого злоключениям Франклина отводится центральное место. В 2009 году из печати вышел роман Ричарда Фланагана «Wanting», в котором описываются служба Франклина в Тасмании и его арктические экспедиции. 12 января 2012 года BBC Radio 4 транслировало радио-пьесу под названием «Эребус» (The Erebus), основанную на событиях экспедиции Франклина.
Последняя экспедиция Франклина послужила основой для создания множества музыкальных произведений, начиная с баллады «Плач леди Франклин» (Lady Franklin's Lament), также известной как «Лорд Франклин» (Lord Franklin), написанной в 1850-х годах и исполненной десятками артистов, в числе которых Мартин Карти, группы Pentangle и Pearlfishers, Шинейд О’Коннор, Джон Уолш и Хелависа. Другие музыкальные композиции об экспедиции Франклина представлены песнями I’m Already There британской рок-группы Fairport Convention и Frozen Man Джеймса Тейлора (написана под впечатлением от фотографии Оуэна Битти трупа Торрингтона).

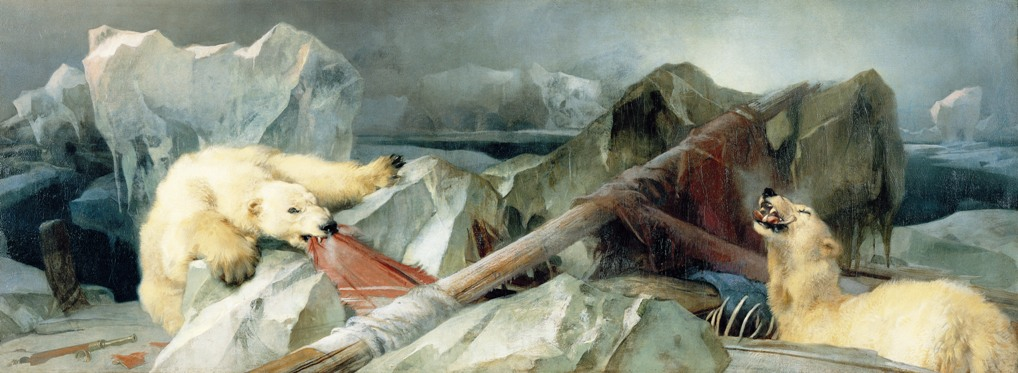
«Человек предполагает, а Бог располагает», Эдвин Ландсир, 1864 год

Влияние экспедиции Франклина на канадскую литературу было особенно значительным. Среди наиболее известных современных баллад — «Северо-Западный проход» (Northwest Passage) Стэна Роджерса (1981). Эта композиция стала одним из неофициальных гимнов Канады. Канадская писательница Маргарет Этвуд также высказала мнение, что экспедиция Франклина является своего рода национальным мифом Канады. В 1960-х годах на радио Канадской радиовещательной корпорации транслировалась пьеса «Террор и Эребус» (Terror and Erebus) Гвендолин Макьюэн. В 2003 году в свет вышло стихотворение Дэйвида Солуэя «Проход Франклина» (Franklin's Passage), впоследствии получившее Большую книжную премию Монреаля.
В изобразительном искусстве пропажа экспедиции вдохновила многих художников из Великобритании и Соединённых Штатов на написание ряда картин. В 1861 году Фредерик Эдвин Чёрч представил публике большое полотно «Айсберги» (The Icebergs). В конце 1862 или начале 1863 года, ещё до принятия картины на выставку в Англии, он добавил к ней изображение сломанной мачты, отдавая дань уважения Франклину. В 1864 году сэр Эдвин Ландсир выполнил работу «Человек предполагает, а Бог располагает» (Man Proposes, God Disposes), которая была представлена на ежегодной выставке в Королевской Академии. На ней было изображено два белых медведя, один из которых рвёт корабельный флаг, а другой — грызёт человеческое ребро. Картина была раскритикована за дурной вкус художника, но до сих пор она остаётся одним из наиболее сильных художественных воплощений участи погибшей экспедиции Франклина. Под влиянием экспедиции были созданы многочисленные популярные гравюры и иллюстрации, а также множество панорам, диорам и изображений для «волшебного фонаря».
Немецкая Black Metal группа Antrisch посвятила альбом 2023 года «Expedition II: Die Passage» данной экспедиции.